# Mexuar de la Alhambra

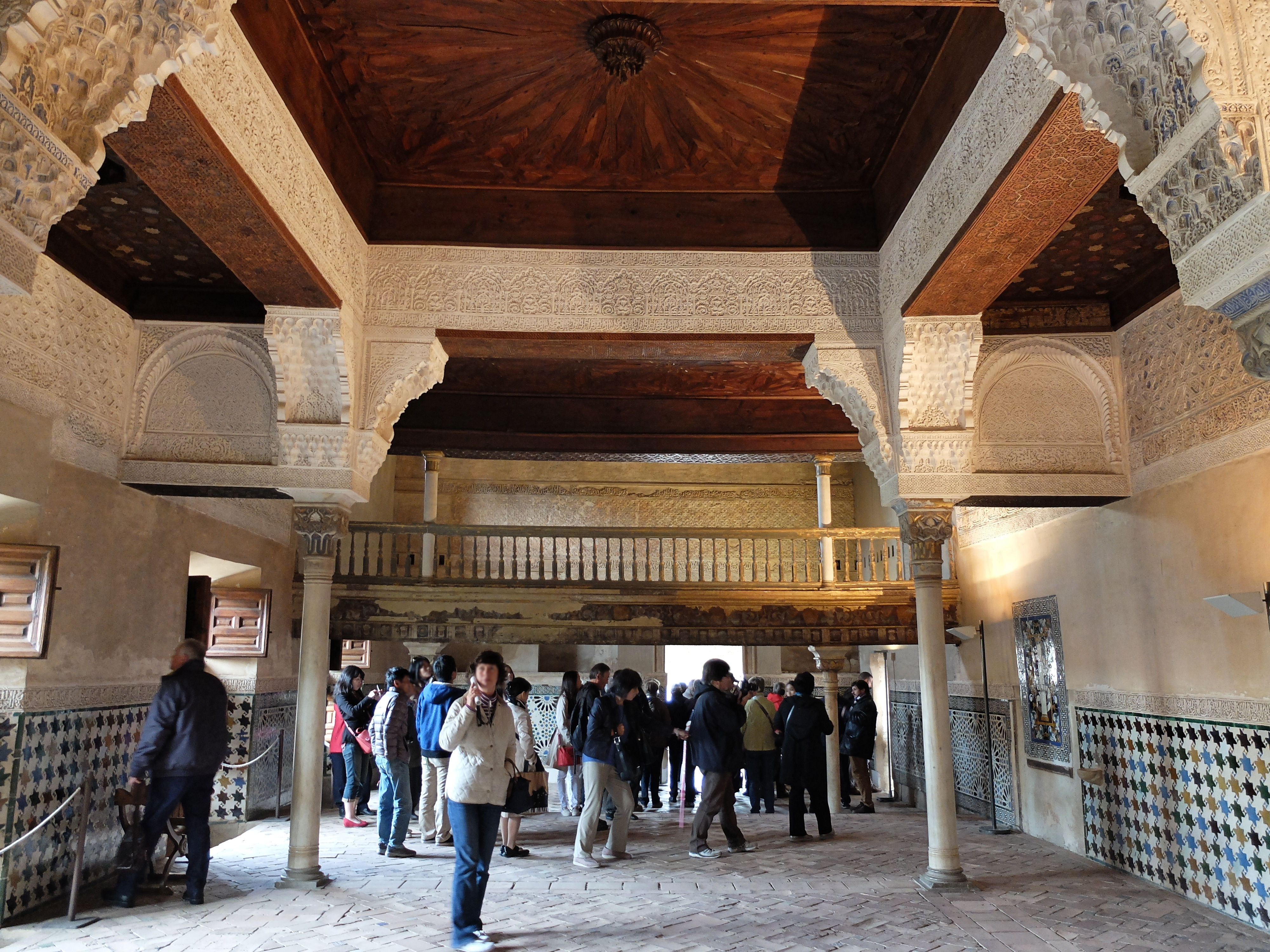
Sala del Consejo del Mexuar.

El Mexuar de la Alhambra (en español: Mexuar; en árabe: مشور‎, romanizado: maswar) es una sección del complejo palaciego de la dinastía nazarí en la Alhambra de Granada, España. Servía como ala de entrada del Palacio de los Comares, palacio oficial del sultán y del Estado, y albergaba diversas funciones administrativas. Tras la guerra de Granada  (1482-1492) por la España cristiana, el salón principal del edificio se convirtió en capilla, aunque muchos de los añadidos cristianos se eliminaron posteriormente durante las restauraciones modernas. Los dos patios principales del palacio también se destinaron a otros usos y hoy solo quedan visibles sus cimientos.

## Etimología
El nombre en español: Mexuar proviene de la palabra mexuar (en árabe: مشور‎, romanizado: maswar), que significa «lugar de consejo» o «zona de conferencias».: 194 : 714  El término se utiliza también en África del Norte, por ejemplo para designar una plaza pública o zona de recepción a la entrada de un palacio real en Marruecos donde tenían lugar ceremonias públicas o se recibían peticiones. Otro ejemplo es el Palacio del Mexuar de Tremecén, Argelia.

## Historia

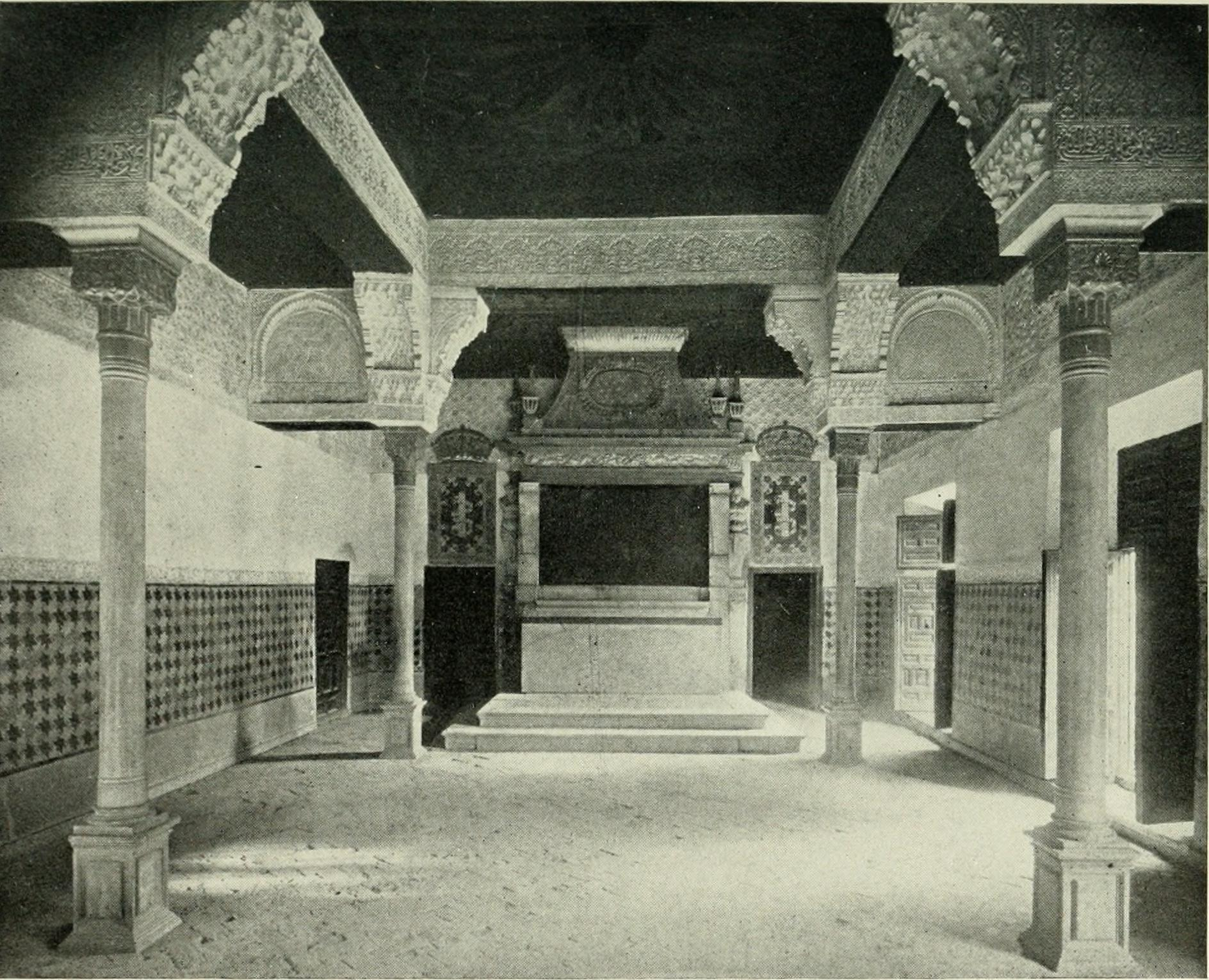
La Sala del Mexuar (sala del consejo) en 1913, con algunos elementos de la capilla cristiana aún visibles en la pared del fondo antes de que fueran eliminados en las restauraciones modernas.

La Alhambra fue un complejo palaciego y ciudadela iniciado en 1238 por Muhammad ibn Nasr, fundador de la dinastía nazarí que gobernó el Reino nazarí de Granada. Varios palacios fueron construidos y ampliados por sus sucesores Muhammad II (r. 1273-1302) y Muhammad III (r. 1302-1309). En 1314 subió al trono Ismaíl y emprendió numerosas obras en la Alhambra. Su reinado marcó el inicio del periodo «clásico» o punto álgido de la arquitectura nazarí. Ismaíl decidió construir un nuevo complejo palaciego que sirviera como palacio oficial del sultán y del Estado, conocido como Qaṣr al-Sultan  o Dār al-Mulk. El núcleo de este complejo era el Palacio de Comares, mientras que otra ala, el Mexuar, se extendía hacia el oeste y actuaba como sector público del complejo y entrada al Palacio de Comares. En esta época se construyó por primera vez la Sala del Consejo o Sala del Mexuar.

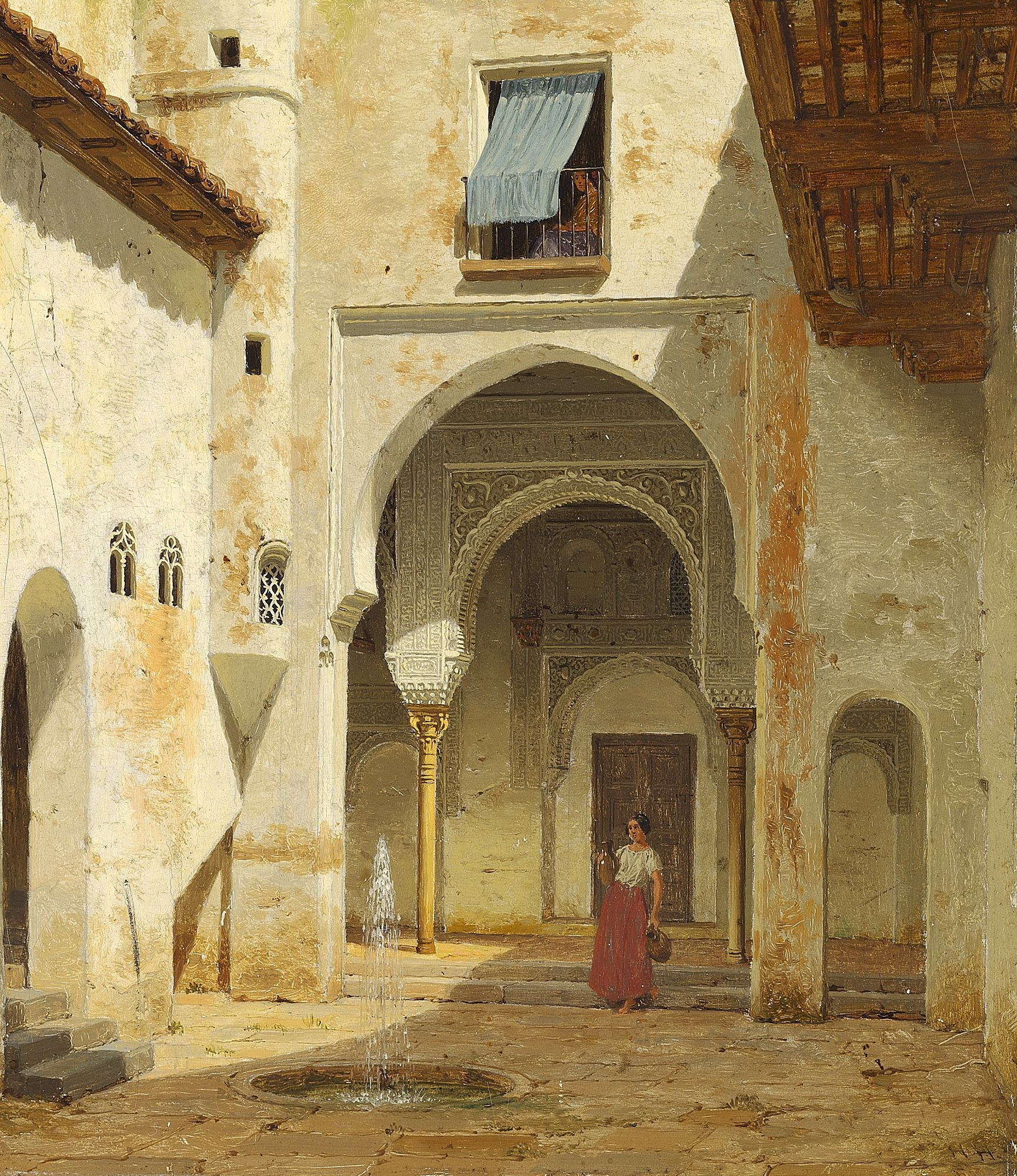
Pintura del del Patio del Cuarto Dorado antes de que las restauraciones modernas eliminaran algunos de los añadidos posteriores a 1492.

Yusuf I (r. 1333-1354) amplió el palacio de Comares. También construyó o transformó torres existentes a lo largo de los muros norte de la Alhambra para que sirvieran a nuevos fines, incluida la Torre de Machuca en el segundo patio del Mexuar. Bajo Mohamed V (r. 1354-1359 y 1362-1391) la arquitectura nazarí alcanzó su apogeo, lo que queda patente en el cercano Palacio de los Leones que construyó al este del Palacio de Comares. Entre 1362 y 1365 reconstruyó o reformó significativamente el Mexuar. Los escritos de Ibn al-Jatib cuentan que en diciembre de 1362 Mohamed V celebró fastuosas fiestas en el Mexuar para festejar el cumpleaños del profeta Mahoma. La fachada de Comares en el lado sur del Patio del Cuarto Dorado está fechada en 1370 durante su reinado.
Tras la conquista de Granada en 1492 por los Reyes Católicos, la Alhambra fue convertida en palacio real de la España cristiana. Se realizaron importantes modificaciones en el Mexuar y en el entorno del Palacio de Comares. El Patio de Machuca se llama así porque aquí residió en el siglo XVI el arquitecto español de Renacimiento Pedro Machuca, que trabajó en el Palacio de Carlos V y otros añadidos a la Alhambra para Carlos V. Durante la época cristiana de la Alhambra se produjeron importantes modificaciones en este patio. La Sala del Consejo se convirtió en una capilla cristiana en el siglo XVI, lo que supuso el desmantelamiento de la cúpula central de la sala en 1540 para añadir una planta superior. El Patio del Cuarto Dorado también fue muy modificado para convertirlo en residencia. Aquí residió Isabel de Portugal cuando la visitó en 1526 con su esposo Carlos V. La residencia fue utilizada posteriormente por los gobernadores de la Alhambra y seguía en uso en el siglo XIX cuando Washington Irving visitó el lugar.

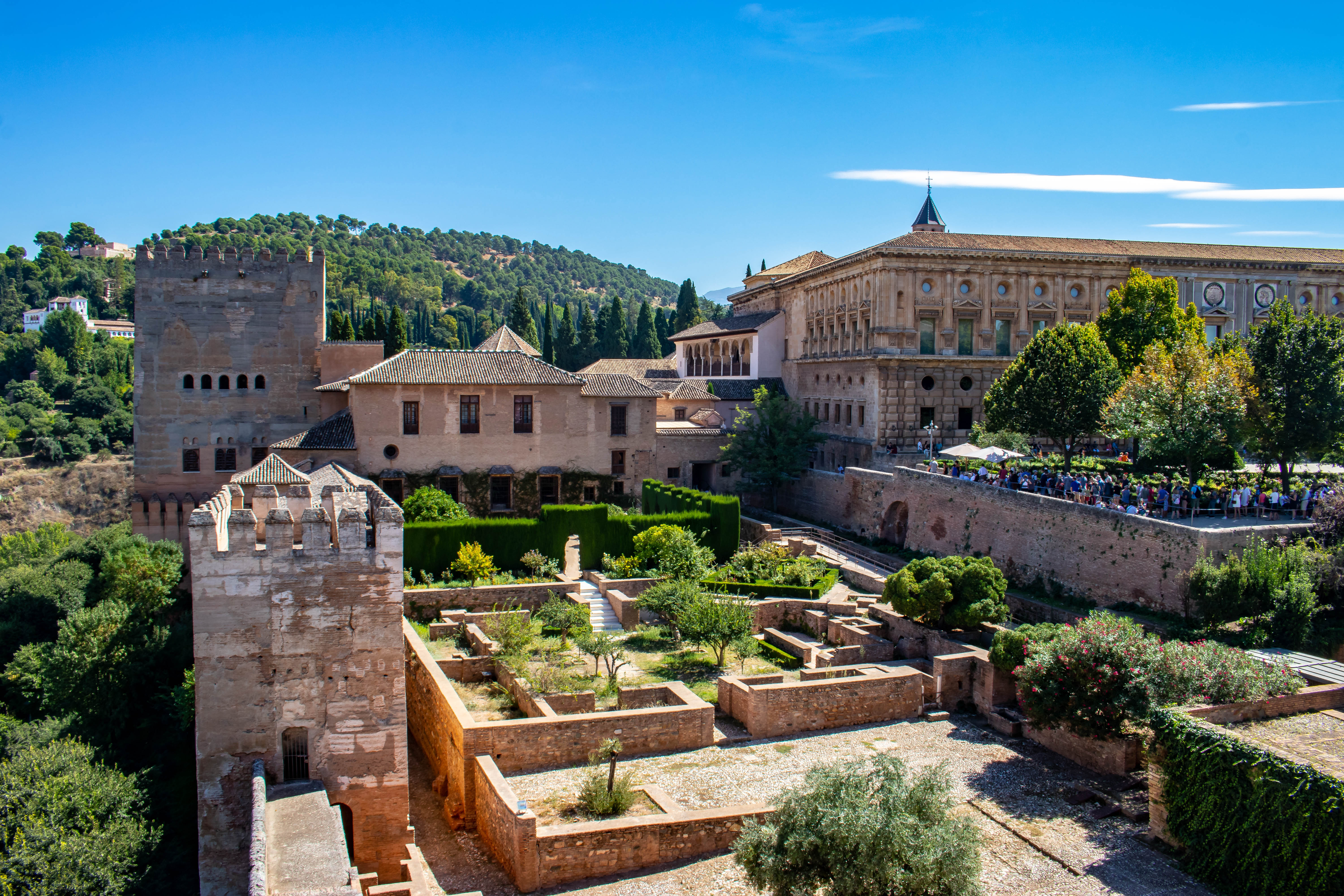
Vista actual del Mexuar desde el oeste: se ven restos de los dos patios delante de la Sala del Mexuar (Sala del Consejo) al fondo.

Las restauraciones se llevaron a cabo a finales del siglo XIX y principios del XX. Entre otras cosas, se restauró la arcada norte del Patio de Machuca que aún se conserva, aunque la mayor parte de él y del Patio de la Mezquita solo son visibles hoy en día como cimientos. se introdujo una puerta de conexión entre la Sala del Consejo y el oratorio. Algunos de los elementos cristianos añadidos al Salón del Consejo para su conversión en capilla fueron eliminados durante las restauraciones modernas, para recuperar parte del aspecto original de la cámara. Del mismo modo, muchos de los añadidos posteriores a 1492 en la zona del Cuarto Dorado fueron eliminados en el siglo XX.

## Descripción
En general, el Mexuar consta de cuatro secciones o edificios principales: dos patios consecutivos, una Sala del Consejo (la Sala del Mexuar) y el Cuarto Dorado y su patio. Este patio servía de transición entre el Mexuar y el Palacio de Comares. Estos elementos estaban todos alineados a lo largo del mismo eje de oeste a este.

### Patio de la Mezquita (primer patio)
Los visitantes del complejo palaciego nazarí accedían a él por el oeste y entraban en un patio cuadrado conocido originalmente como «Mashwar secundario» y ahora como «Patio de la Mezquita». En la actualidad solo son visibles los cimientos excavados. A ambos lados de su eje central había una hilera de cuatro árboles en cuatro jardineras, un elemento único en la arquitectura nazarí. El patio estaba rodeado por una serie de cámaras. Según los escritos de Ibn al-Jatib, estas cámaras eran utilizadas por los secretarios del sultán, lo que significa que probablemente aquí se escribían y guardaban los documentos y registros oficiales. La sala más grande, en el lado sur, era probablemente lo que Ibn al-Jatib llamaba el Qubbat al-'Ard y puede que contuviera el Dīwān al-Ins͟hā, o cancillería. Su nombre sugiere que había una cúpula sobre parte de la sala, posiblemente sobre la alcoba del fondo. En la esquina sureste del patio hay una pequeña mezquita, con una alineación diferente a la de las estructuras circundantes. La mezquita consta de una cámara cuadrada que probablemente estaba cubierta por un tejado piramidal, con un alminar cuadrado adosado a su esquina noroeste. En una pequeña sala adyacente había una fuente utilizada para abluciones. En el centro del lado este del patio había una entrada que conducía al segundo patio.

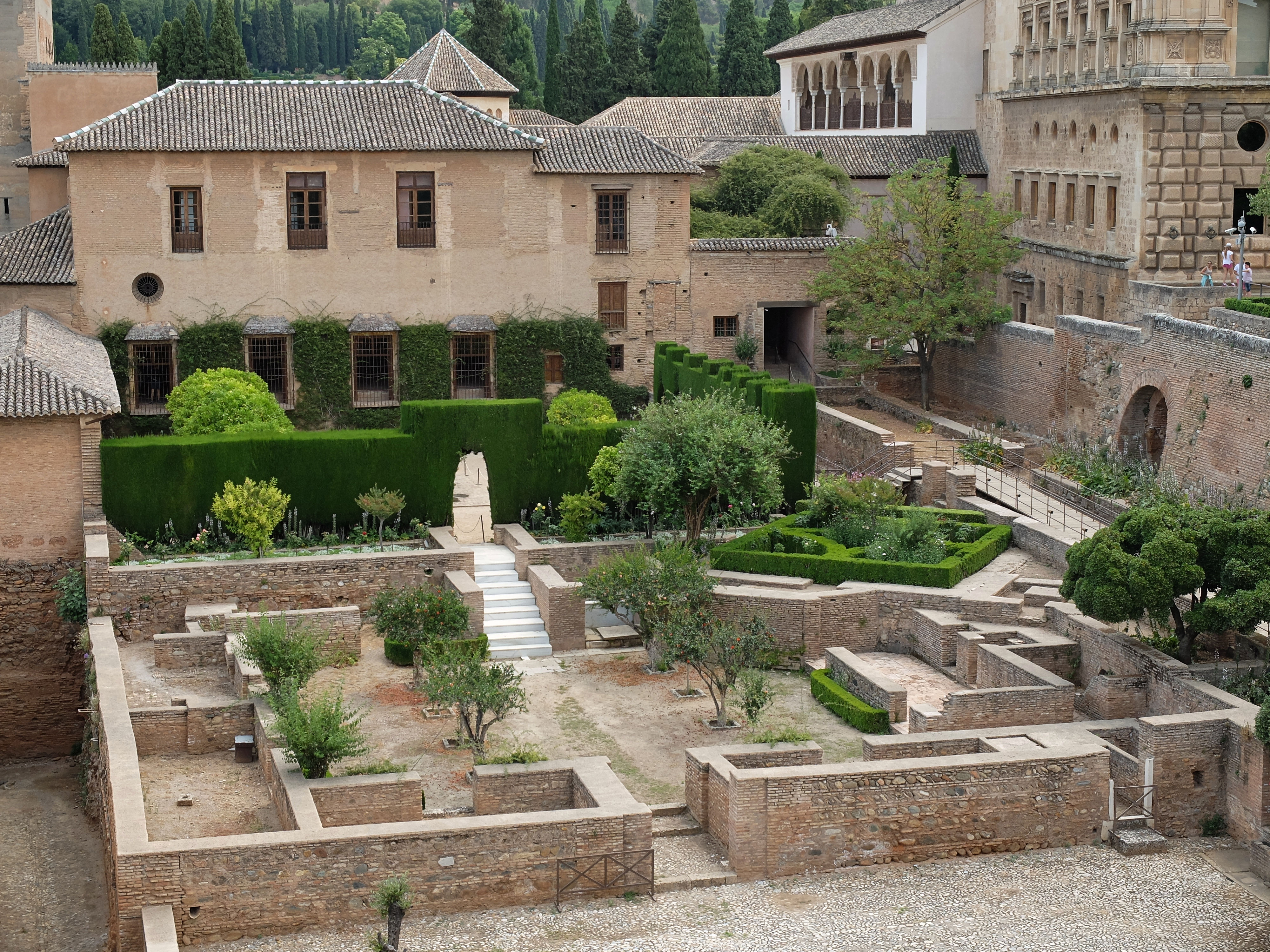
Vista del Patio de la Mezquita desde el oeste.
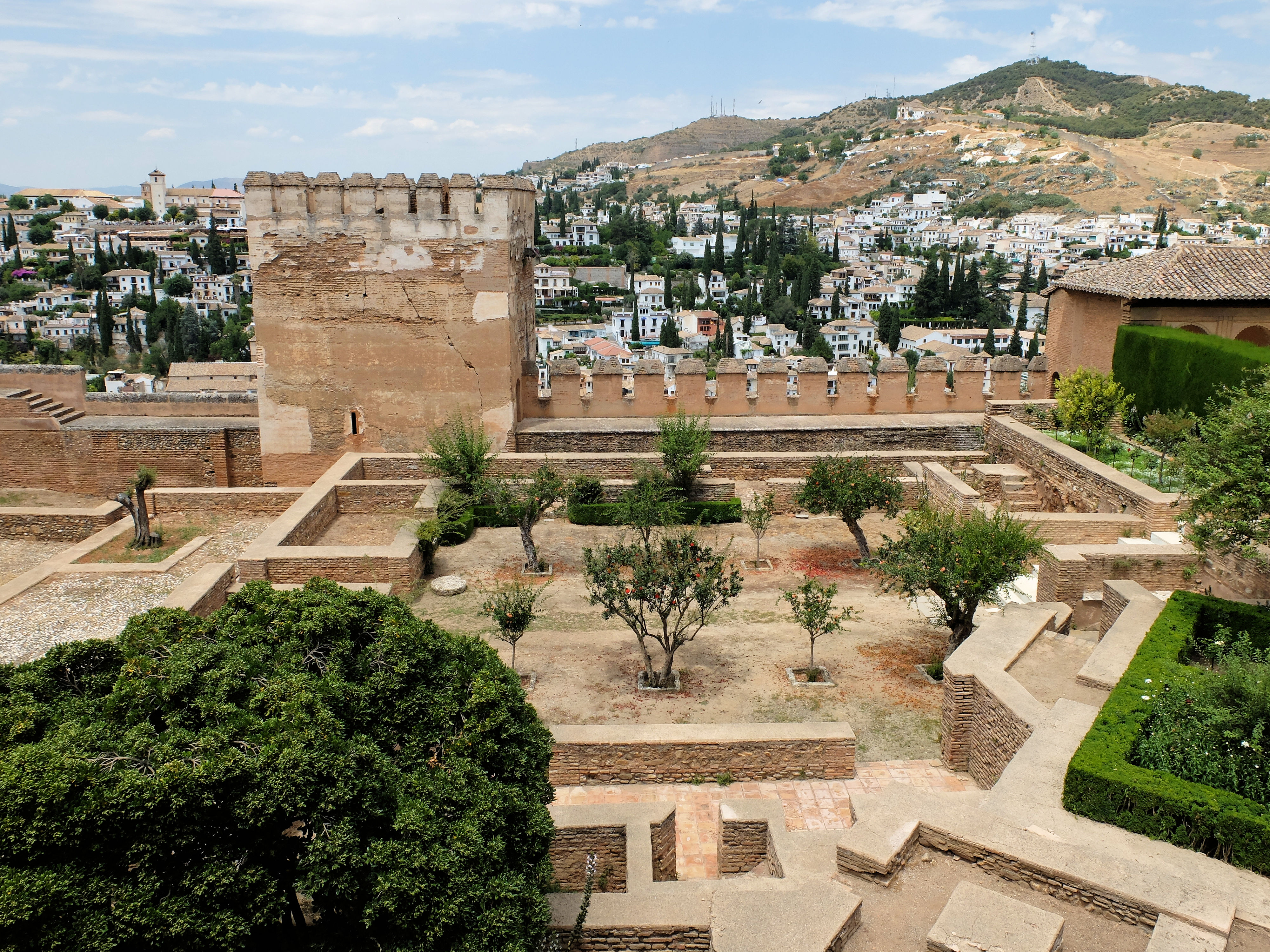
Vista del Patio de la Mezquita desde el sur.
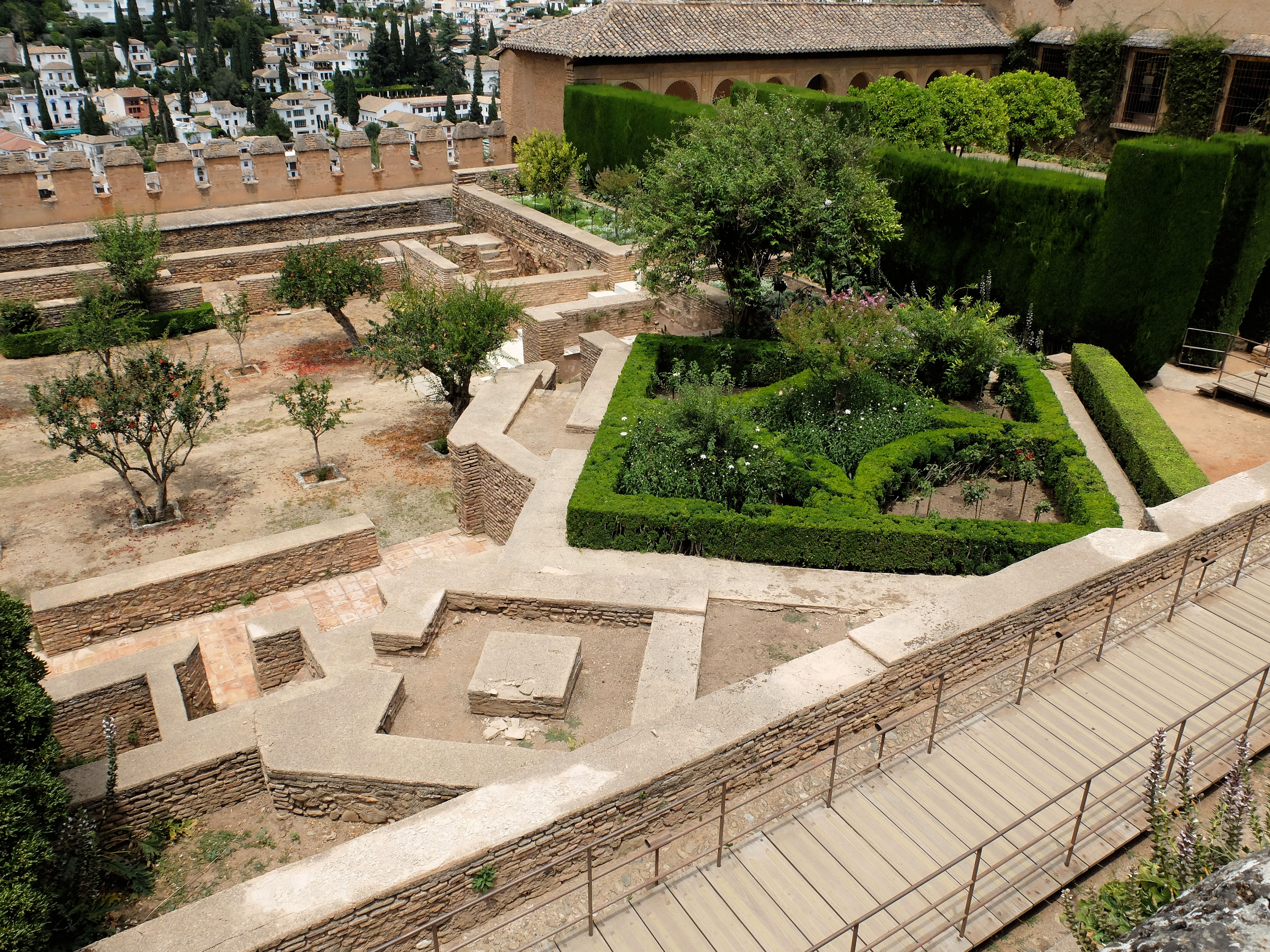
Cimientos de la mezquita en la esquina sureste (ahora ocupada por un jardín), así como alminar (pequeña estructura cuadrada, abajo a la izquierda).

### Patio de Machuca (segundo patio)
El segundo patio era conocido como el maswar principal y actualmente se denomina Patio de Machuca, en honor al arquitecto del siglo XVI Pedro Machuca que residió aquí mientras trabajaba en la Alhambra. El patio estaba rodeado por tres lados (oeste, norte y sur) por un pórtico. Sólo el pórtico norte, utilizado como establo tras la conquista cristiana, ha llegado hasta nuestros días, tras ser restaurado por Leopoldo Torres Balbás en 1926. Las hileras de cipreses recortados sustituyen a los desaparecidos pórticos sur y oeste. En el centro del patio había una elaborada fuente. La pila, que aún se conserva, tiene forma de rectángulo con tres extensiones semicirculares en los extremos. Ibn al-Jatib describe que el agua se derramaba en la pila desde dos esculturas de león de bronce dorado.
En el lado norte del patio, detrás del pórtico, se encuentra la Torre de Machuca, una de las torres de fortificación de la muralla norte de la Alhambra. El sultán Yusuf I convirtió esta torre en el Bahw an-Naṣr (Mirador de la Victoria en árabe), una cámara cuadrada con ventanas. Parece ser que funcionaba como pequeño salón del trono alternativo para el sultán (el salón del trono principal era la Sala del Mexuar). Como la sala es demasiado pequeña para acoger a mucha gente, es probable que durante las recepciones el sultán se sentara aquí solo mientras sus cortesanos permanecían de pie a lo largo del pórtico de enfrente y los invitados públicos eran recibidos en el patio.

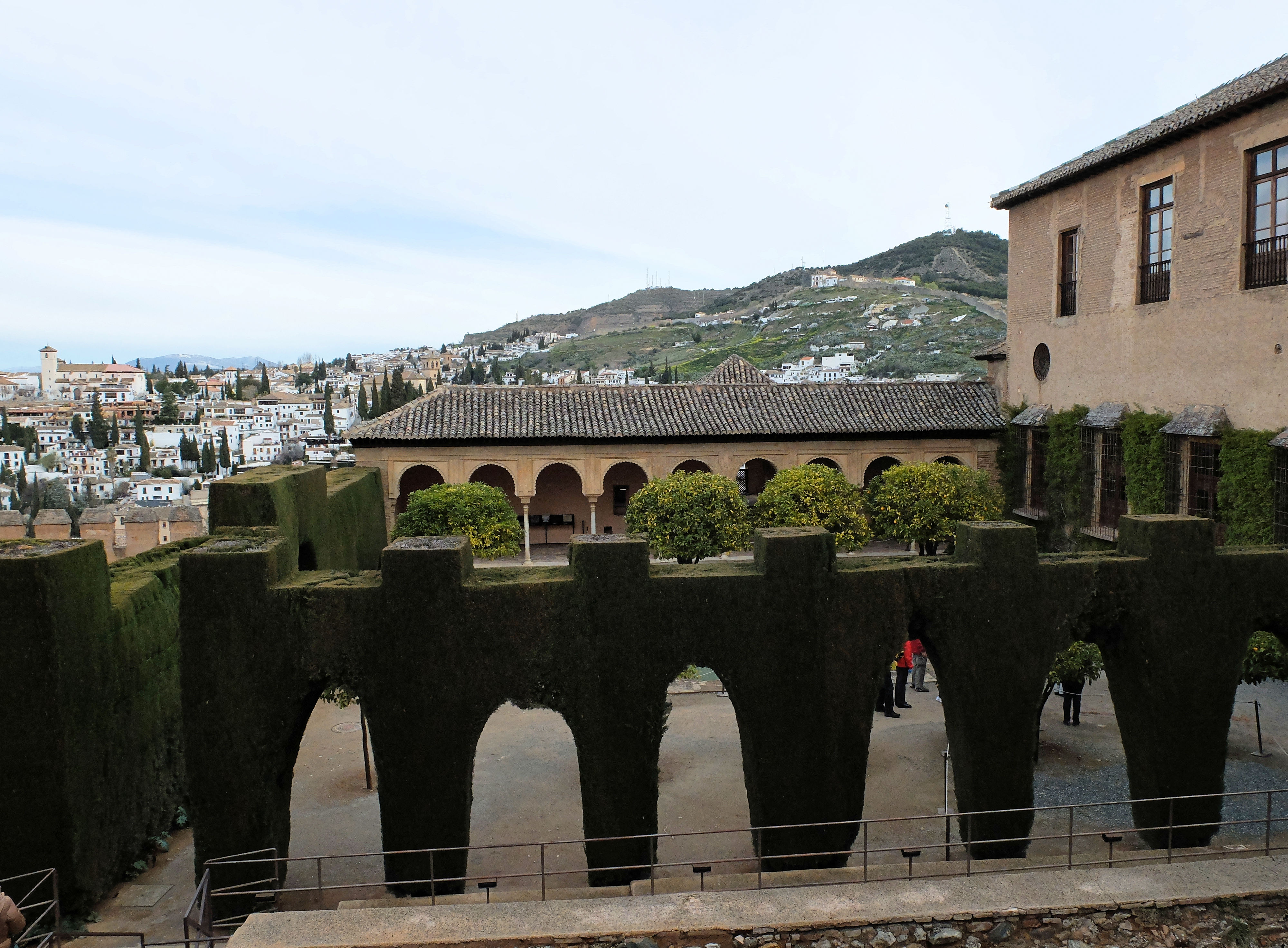
Vista del Patio de Machuca desde el sur (los cipreses recortados sustituyen a los pórticos perdidos),
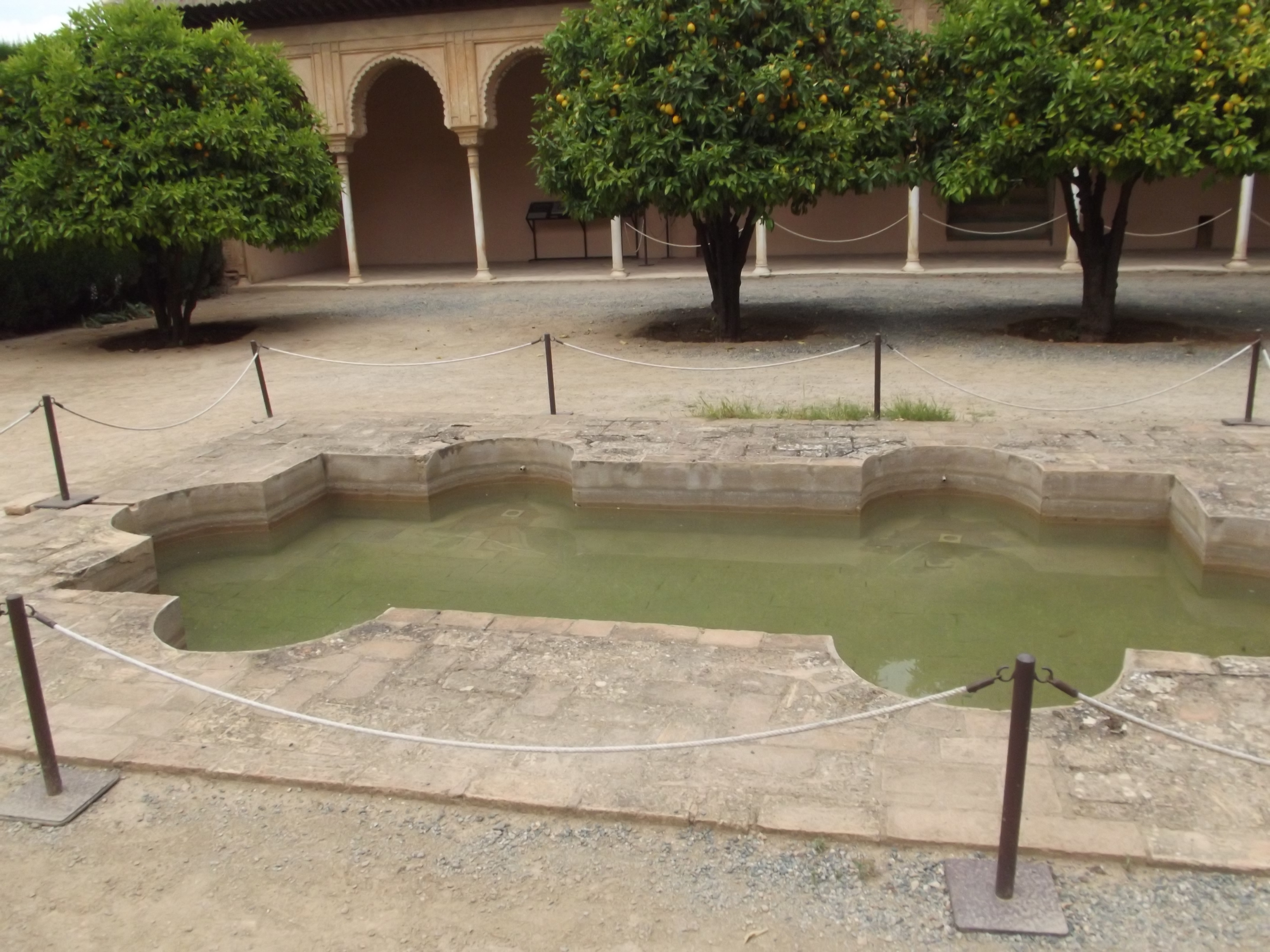
Fuente del Patio de Machuca.
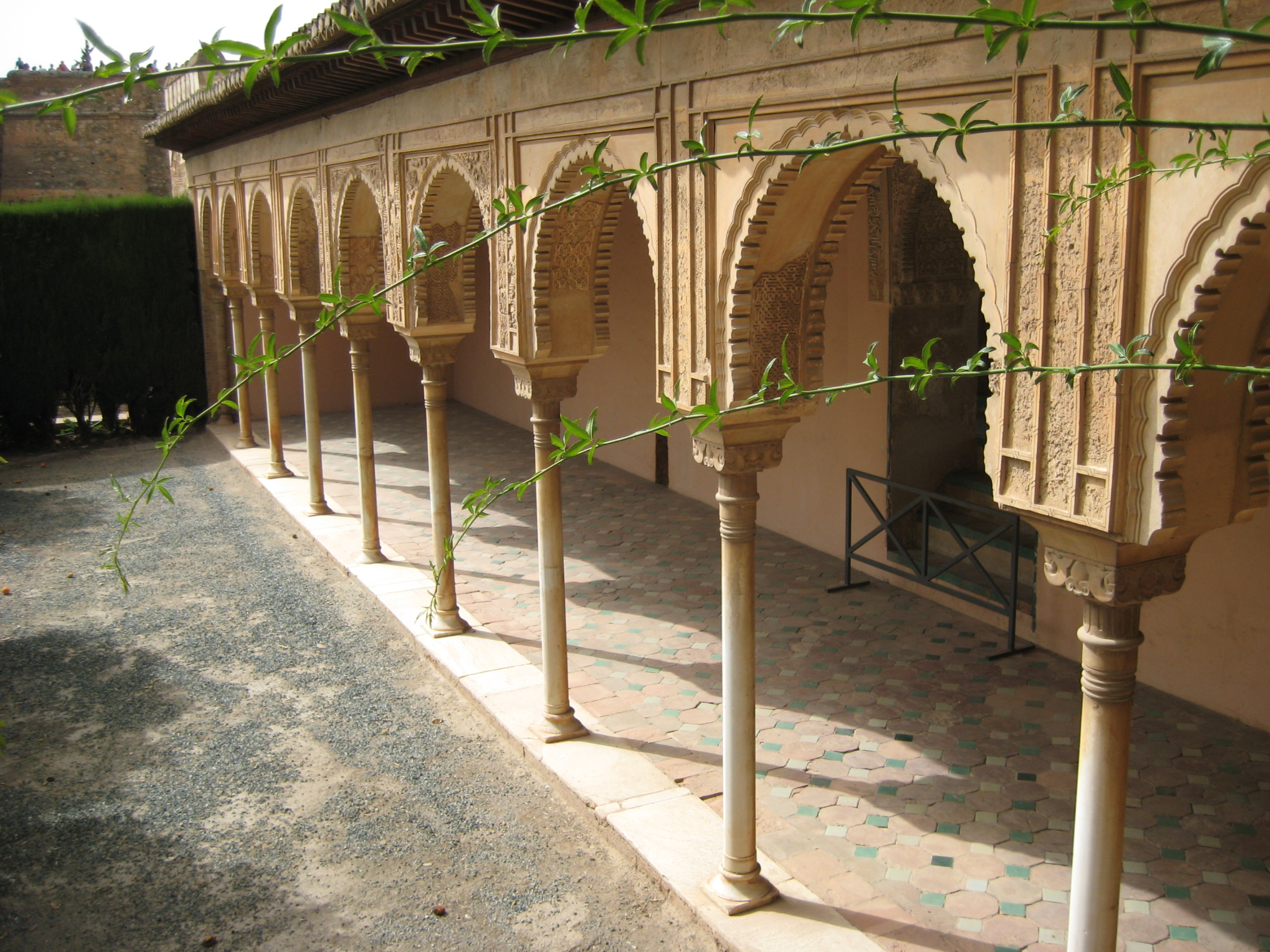
La fuente del Patio de Machuca.
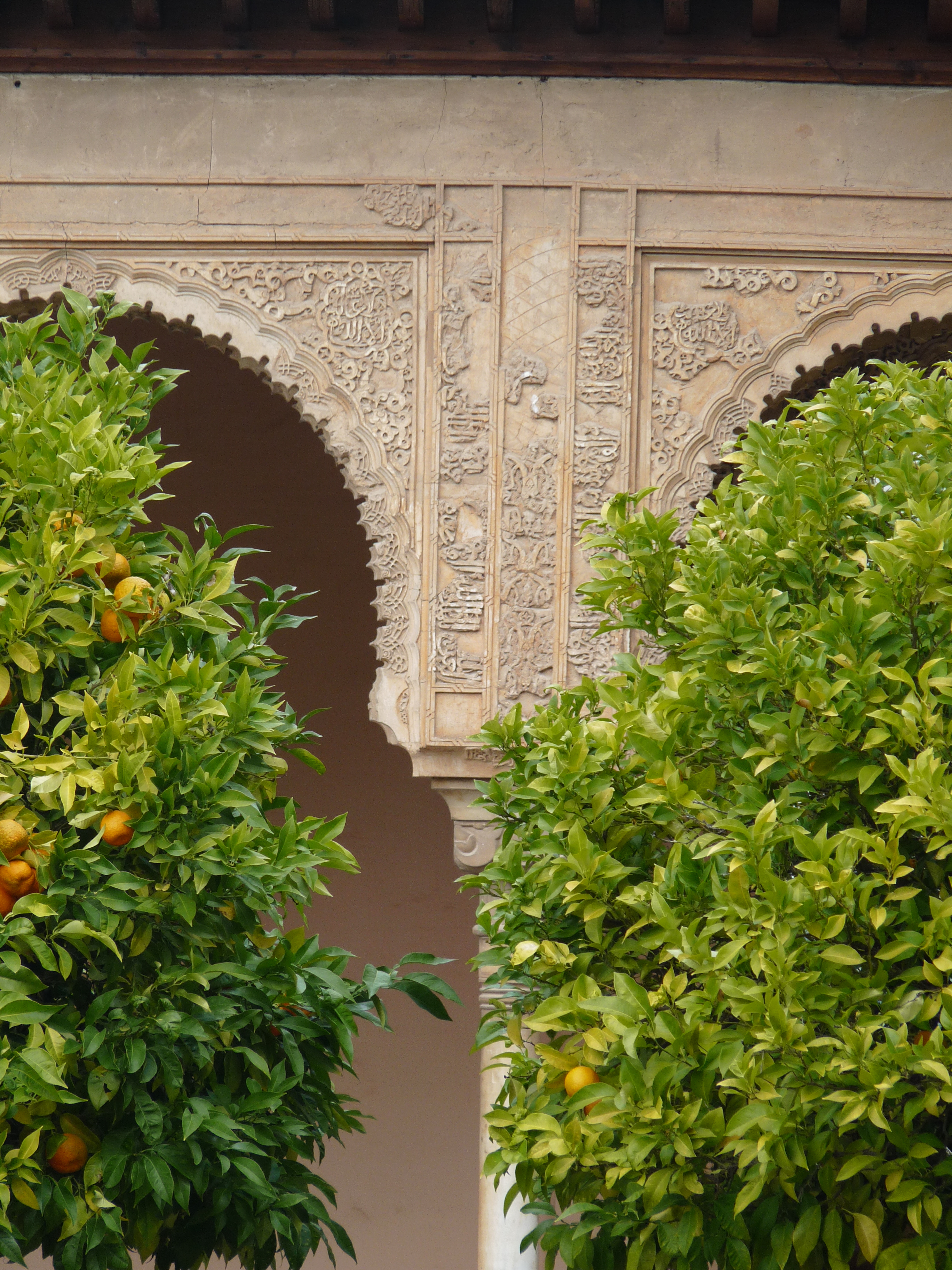
Restos de decoración de estuco en el pórtico norte.

### El oratorio

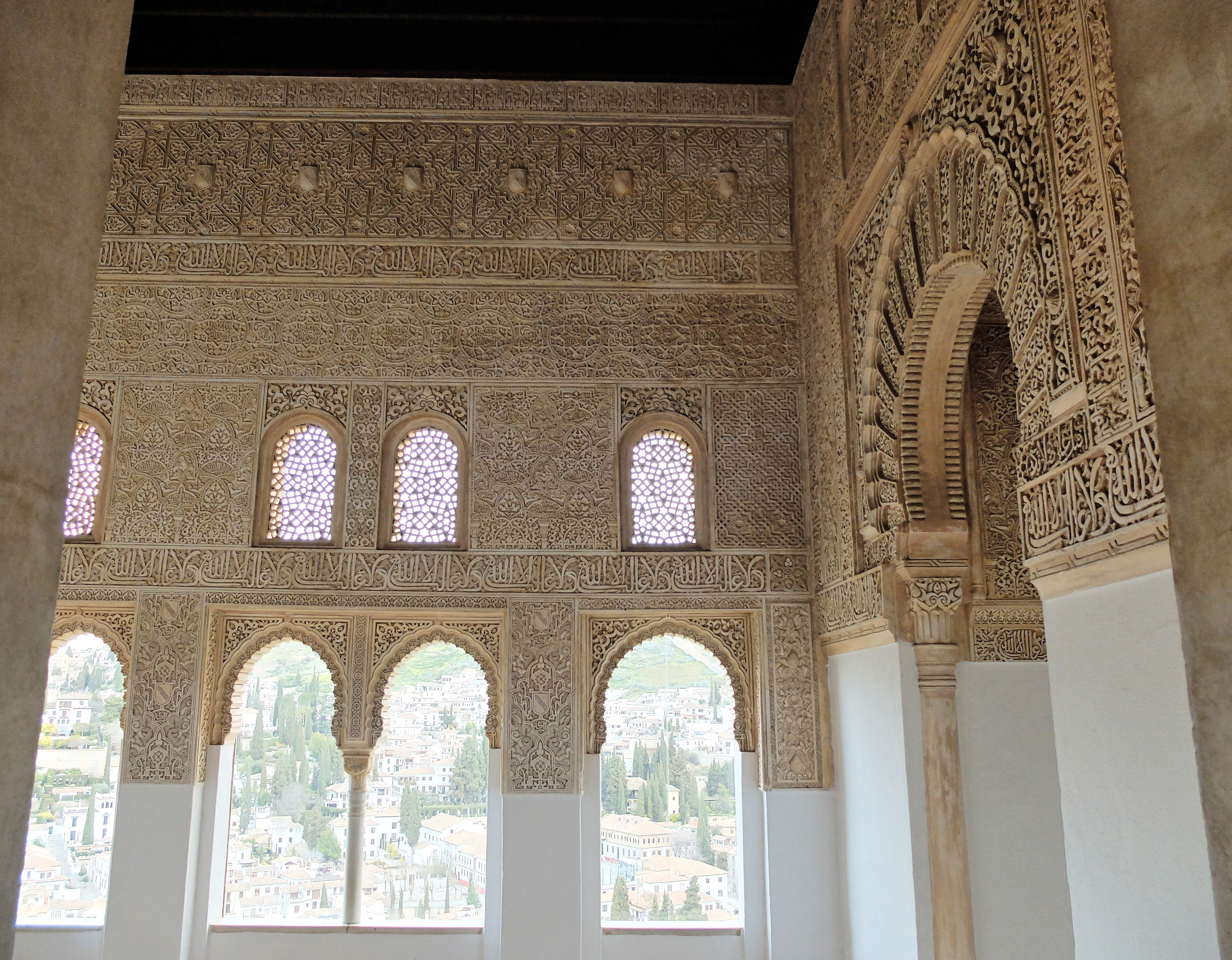
Oratorio, con el mihrab a la derecha.

Al este del Bahw an-Naṣr, y accesible desde él, hay un pasadizo privado que conduce a un pequeño oratorio en el extremo noreste del patio. Se trataba de una sala de oración privada para el sultán, equipada con un mihrab y con ventanas de doble arco con vistas al paisaje y a la ciudad, similar al oratorio del Palacio del Partal. El mihrab y las paredes de la cámara están decorados con estuco tallado con motivos arabescos. En el mihrab hay una inscripción con un fragmento del versículo 205 de la séptima azora' del Qur'an. Durante las restauraciones de la Alhambra entre 1868 y 1889, el oratorio se incorporó a la Sala del Mexuar derribando una parte del muro para crear una puerta entre ambas. El suelo del oratorio también se rebajó respecto a su nivel original para acomodar esta conexión, como demuestra la repisa elevada bajo las ventanas y en la base del mihrab. La sala fue restaurada de nuevo en 1917.

### Sala del Mexuar (Sala del Consejo)

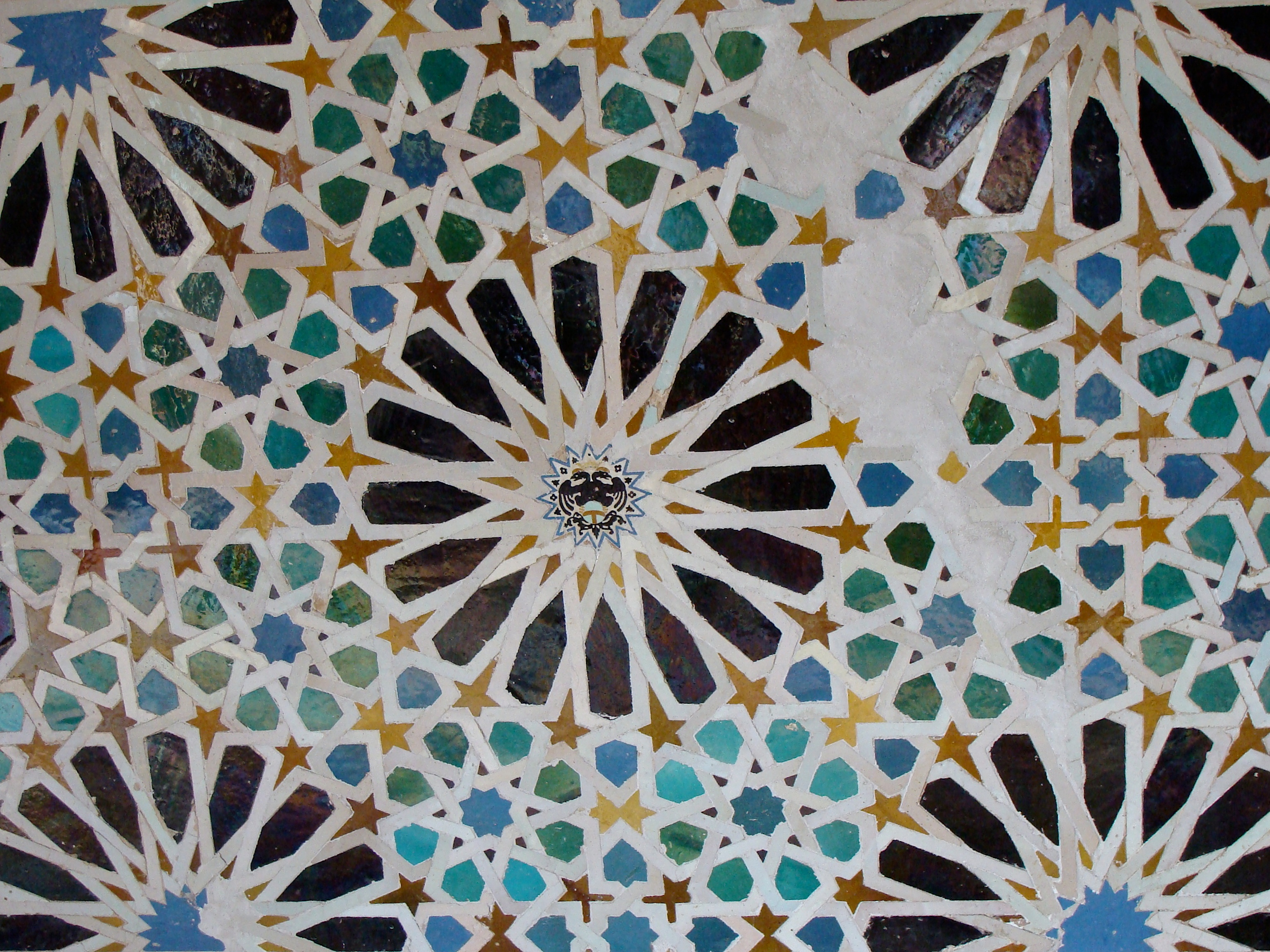
Azulejos en la Sala del Mexuar.

La sala situada al este del Patio de Machuca era conocida en árabe como Majlis al-Qu'ūd ('Sala del Consejo') y hoy en día se conoce en español como Sala del Mexuar Sirvió como sala de audiencias y salón del trono para el sultán —al menos durante algunos periodos— cuando recibía peticiones del público. Es probable que el público no entrara en la sala y tuviera que permanecer en los patios. En su lugar, los funcionarios de la corte escribían sus peticiones y se las traían al sultán. El sultán deliberaba y dictaba sentencia.
El suelo de la sala es más alto que el nivel del patio y originalmente se accedía a él desde este último a través de tres altos escalones que conducían a una puerta, en el lado oeste de la sala. Esta entrada, junto con los escalones, se suprimieron y tapiaron cuando la sala se convirtió en capilla cristiana en el siglo XVI. Otra entrada, utilizada actualmente por los visitantes, se encuentra en el lado sur y data probablemente de la remodelación de Muhammad V. La portada de esta entrada está rodeada de decoración de estuco y rematada por un alero de madera ornamentado, pero se ha perdido el tejado de sus muros inferiores. Este pasadizo comunicaba originalmente la Sala del Consejo con otra gran cámara situada al sur. La parte central de esta cámara estaba cubierta por una cúpula apoyada sobre pilares en forma de L. Esta sala funcionaba como tesorería y oficina de pagos. También era accesible directamente desde el Patio de Machuca y desde la puerta oeste de la fachada de Comares, en el patio del Cuarto Dorado.
El diseño del Salón del Consejo es inusual en comparación con la arquitectura palaciega andalusí, pero guarda paralelismos con los salones del trono mameluco en Próximo Oriente y posiblemente con el salón del trono del fuerte Al-Qal'a de Beni Hamma del siglo XI en la actual Argelia. En el interior de la sala rectangular hay un espacio central cuadrado delimitado por cuatro columnas que sostienen el techo. Es probable que este espacio central cuadrado estuviera cubierto originalmente por una cúpula con una linterna que tenía ventanas de vidrio coloreado, quizá similar a la bóveda de vidrio coloreado del Mirador de Lindaraja (en el Palacio de los Leones). Las fuentes árabes se referían a la cúpula como Qubba al-'Ulyā ('Cúpula alta'). Es probable que el trono del sultán se colocara sobre una alfombra bajo esta cúpula. La cúpula se desmanteló hacia 1540 para crear una sala en la planta superior. Las paredes que rodean la sala están decoradas con estuco tallado y con azulejos. Las columnas del centro sostienen una consola con mocárabes de estuco que sostienen el techo de madera. Los capiteles nazaríes de las columnas de mármol conservan su decoración policromática (color) original. Mientras que el techo de madera del centro data de una época posterior, los techos de madera que rodean estos bordes han conservado sus diseños originales con patrones geométricos. Los postigos de las ventanas datan del siglo XVI, cuando se produjo la conversión en capilla.
En el lado norte de la sala hay otro espacio rectangular que originalmente era una sala independiente que se unió a la sala principal durante su conversión en capilla. Sobre este espacio se añadió entonces una galería de madera (cuya barandilla aún es visible en la actualidad) que sirvió como coro. Las paredes de esta zona trasera están decoradas con mosaicos (zellige) reutilizados y traídos de otras partes del palacio. Los mosaicos forman dibujos geométricos en forma de estrella con emblemas en el centro. Los emblemas visibles en la actualidad incluyen el lema nazarí (en árabe: ولا غالب إلا الله‎, lit. 'Y no hay más vencedor que Dios'), así como el águila bicéfala y el escudo de armas de los posteriores gobernadores cristianos de la Alhambra. 

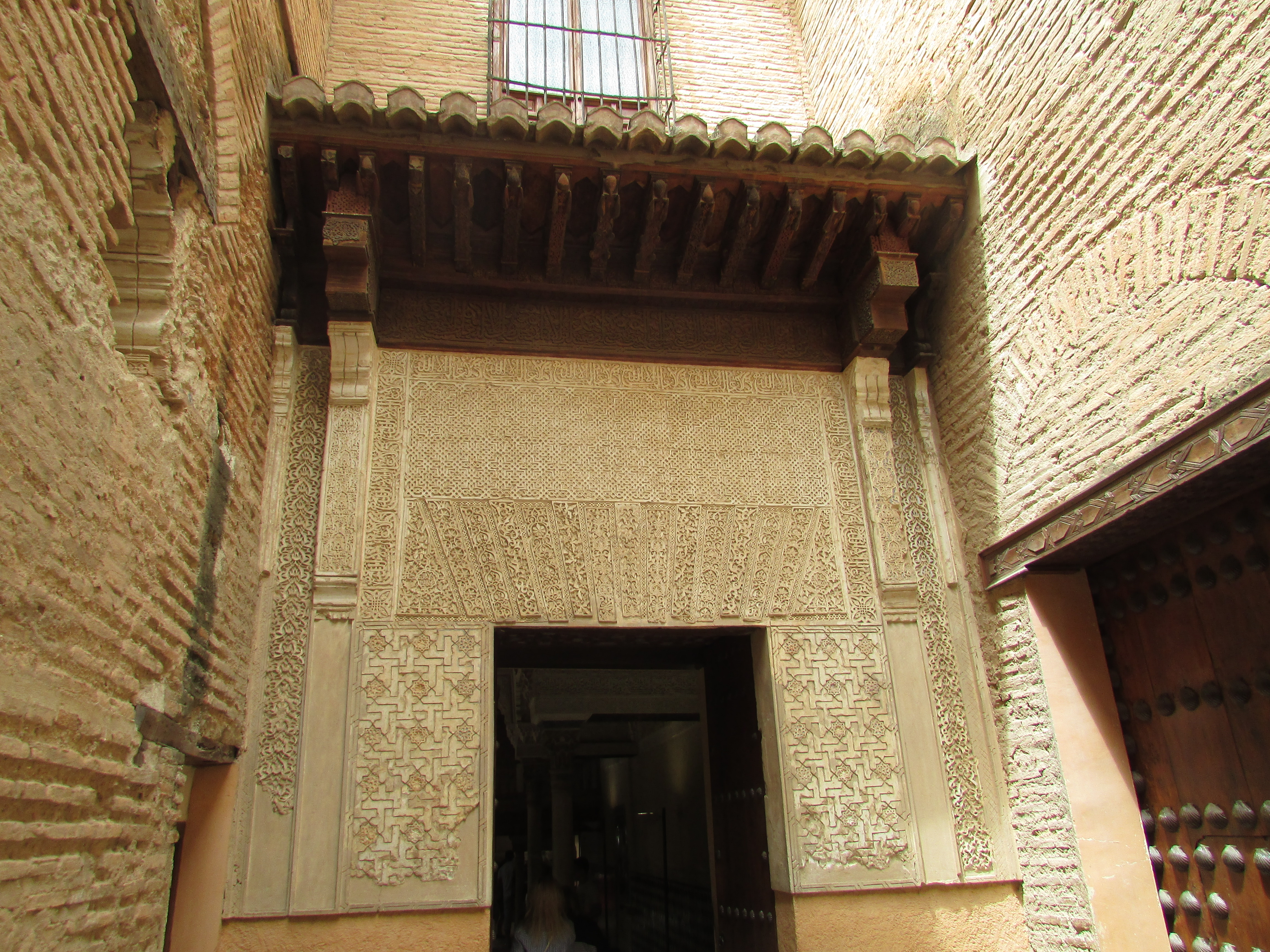
La entrada sur a la Sala del Mexuar, utilizada hoy por los visitantes.
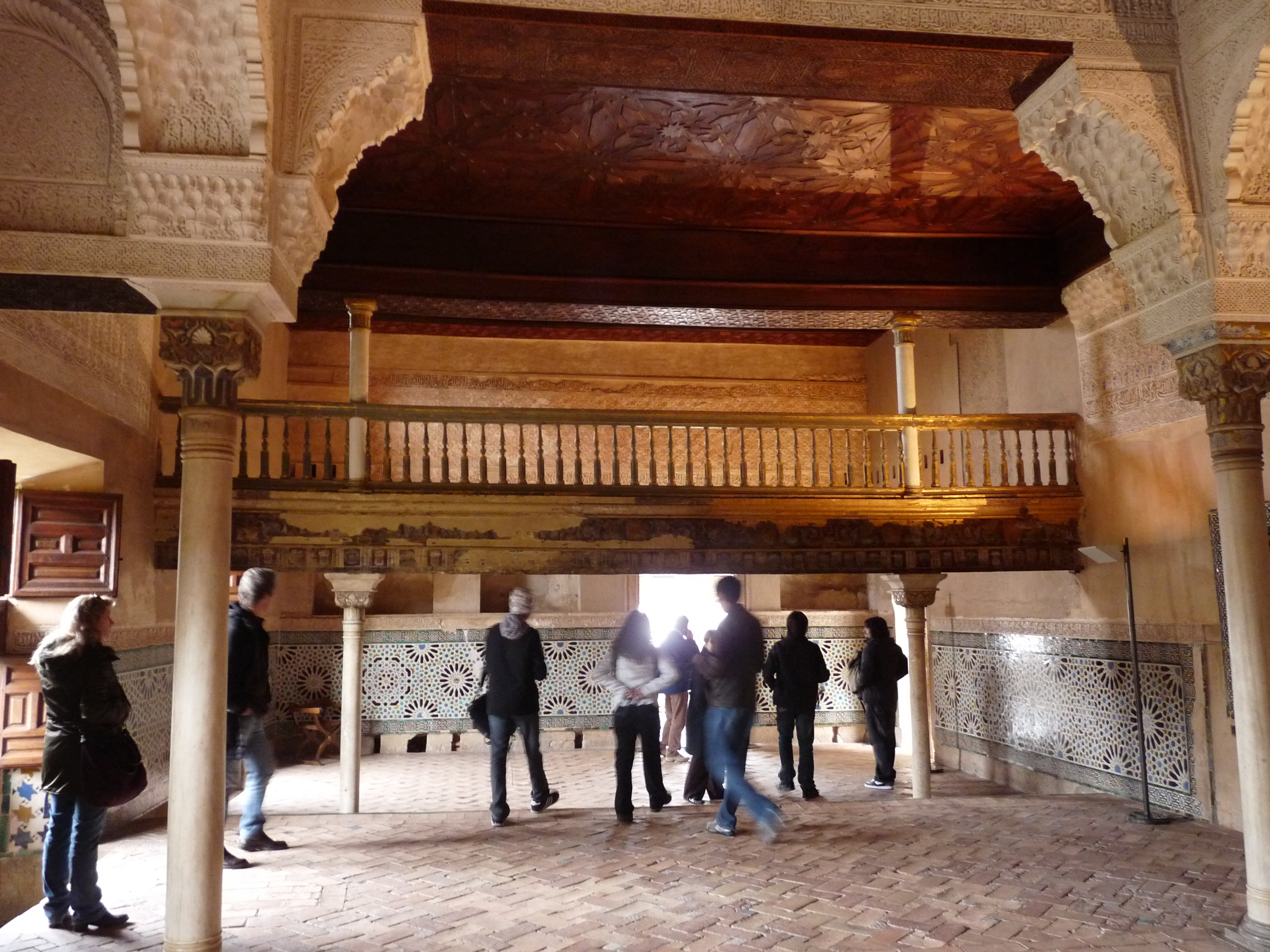
Sala del Mexuar, mirando al norte hacia la cámara anexa y antiguo coro al fondo de la salall
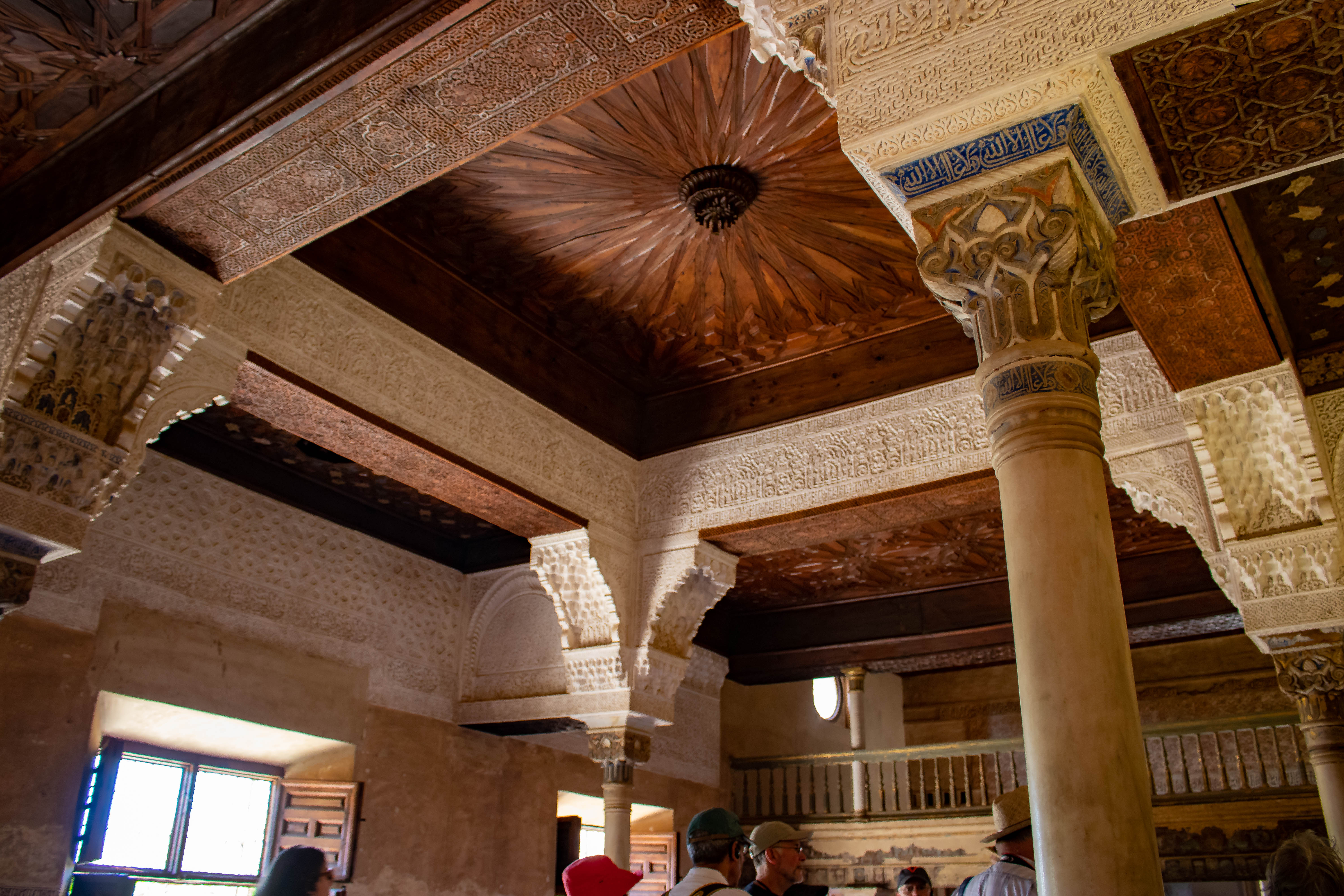
Techo central de la sala, probablemente cubierto por una cúpula en época nazarí
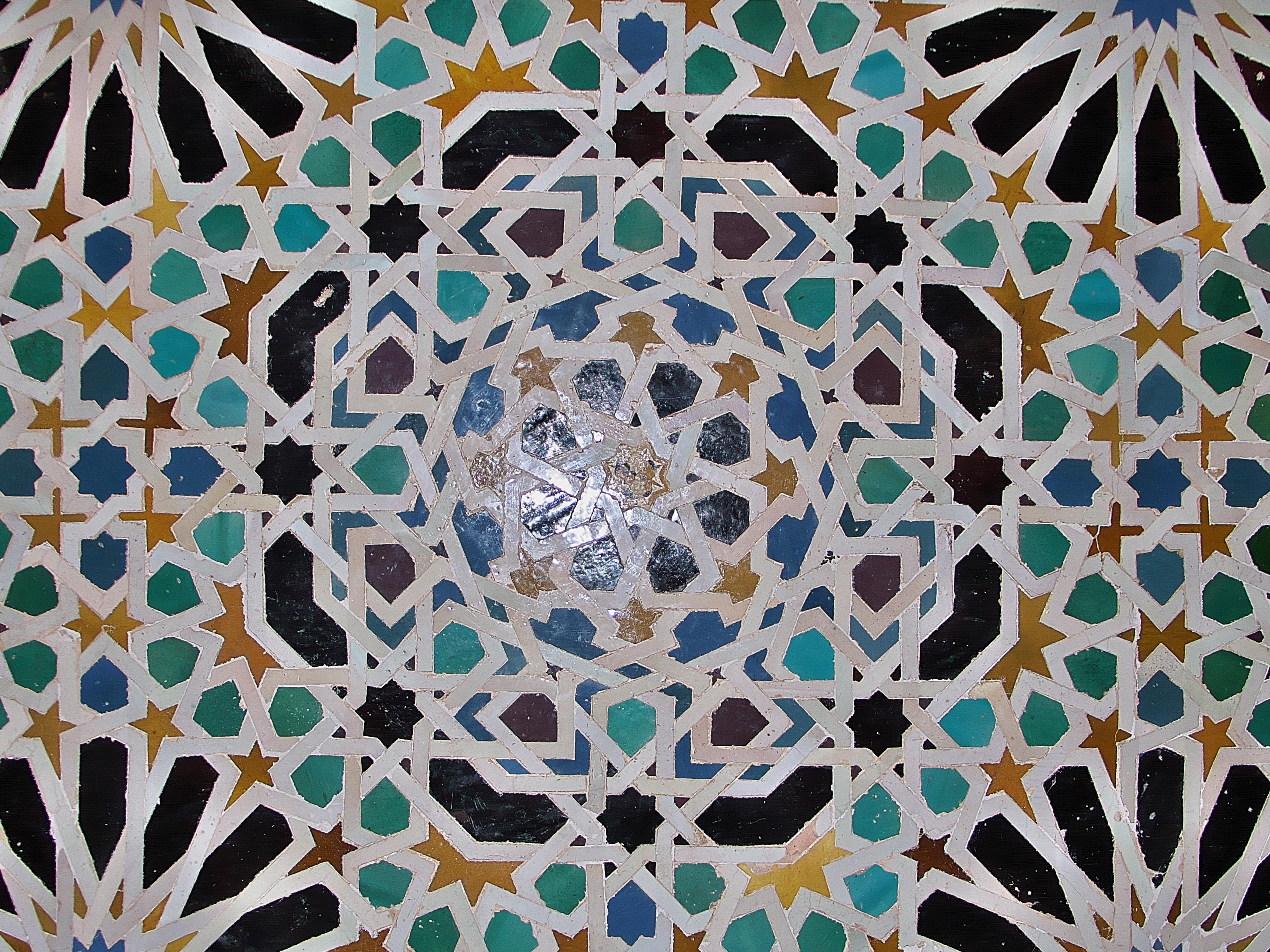
Mosaico de azulejos (zellige) en el vestíbulo
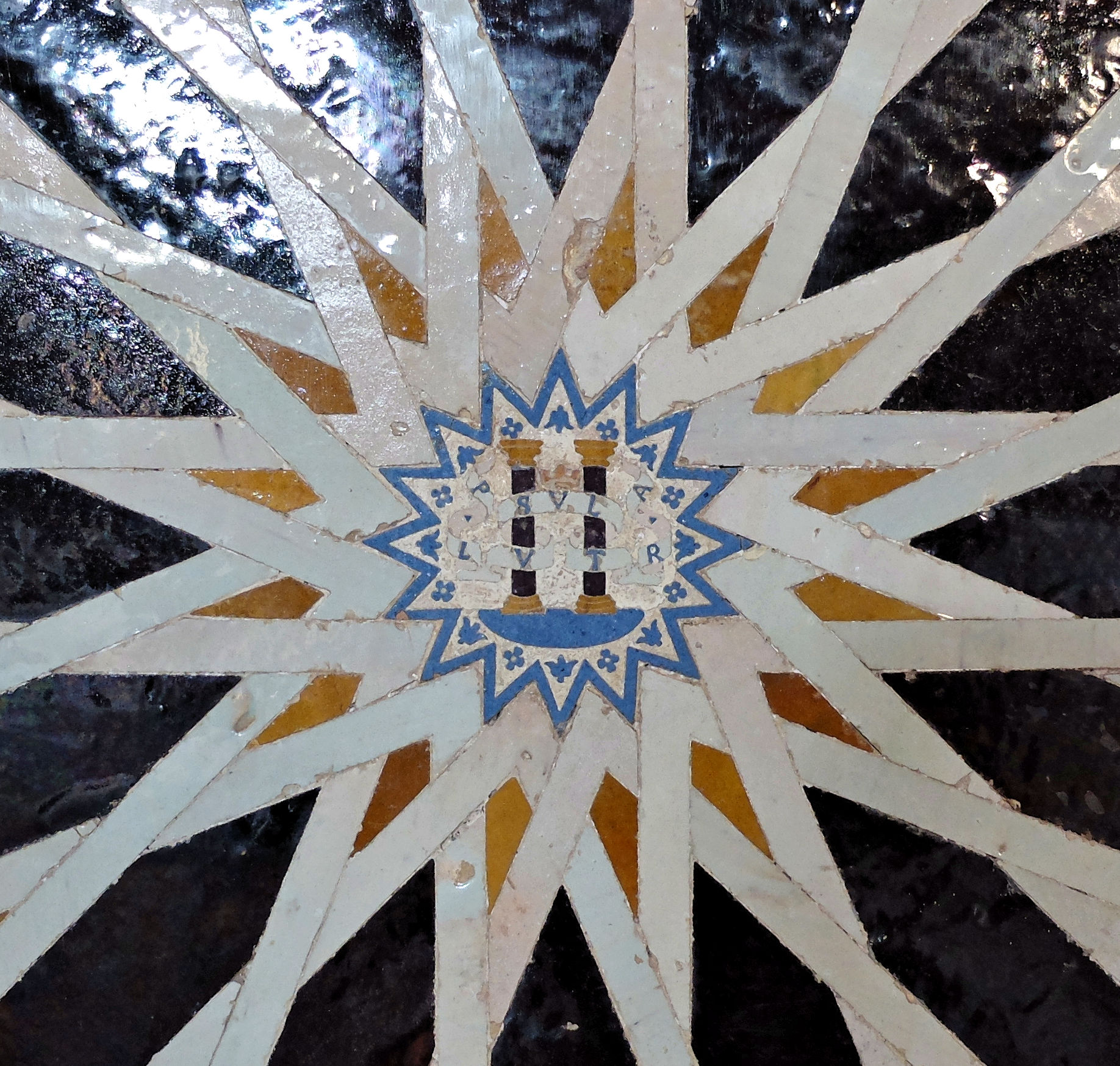
Plus ultra, emblema de Carlos V del siglo XVI, insertado entre los azulejos.

### Cuarto Dorado

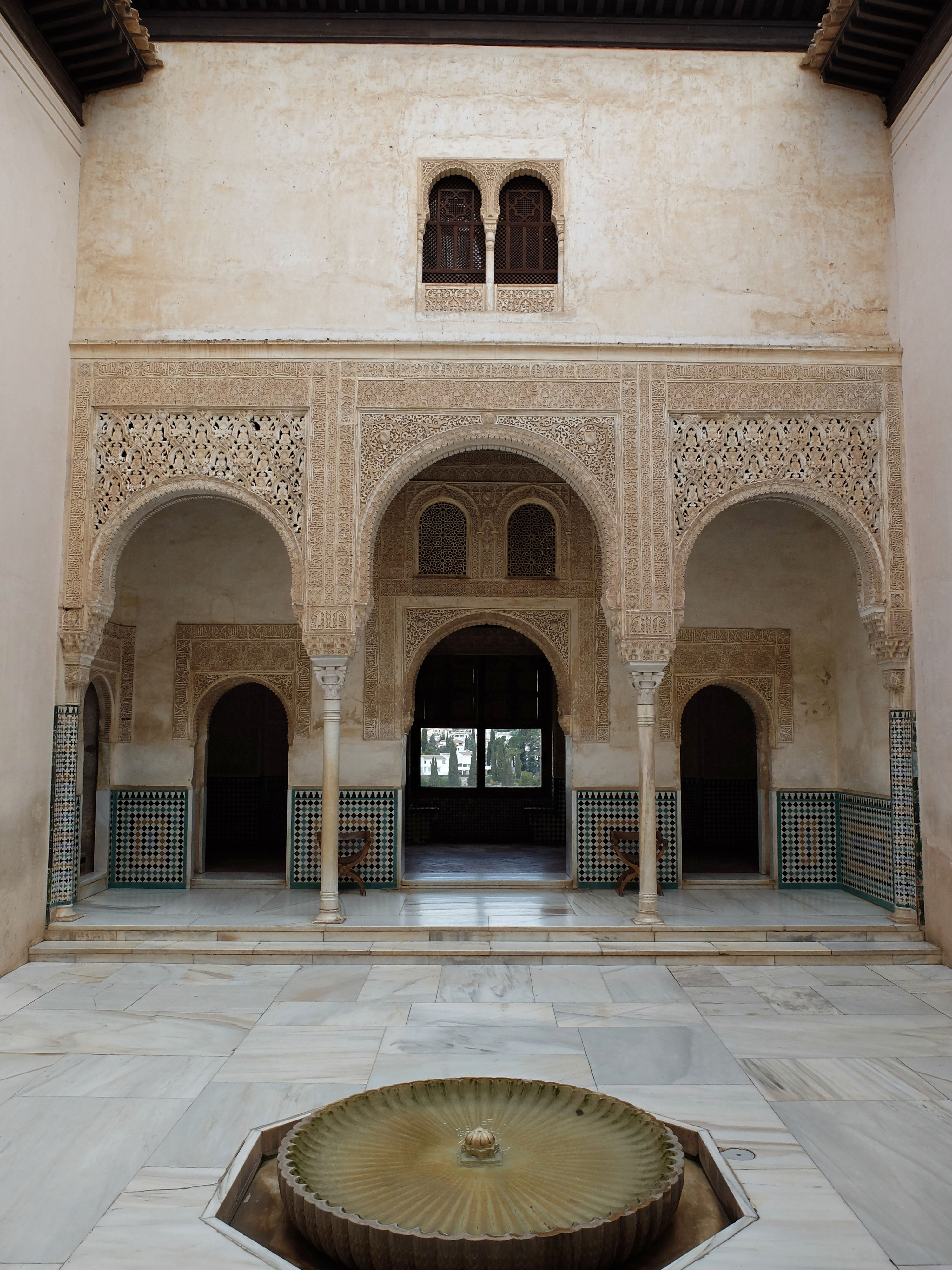
Patio del Cuarto Dorado, mirando al norte hacia el pórtico.

Al este del Salón del Consejo, al que se accede por un estrecho pasadizo, hay un pequeño patio conocido como el Patio del Cuarto Dorado. El lado norte de este patio está ocupado por un pórtico que precede a una sala, el Cuarto Dorado, mientras que el lado sur está ocupado por la Fachada de Comares, una fachada mural muy decorada con dos puertas, una de las cuales da acceso al Palacio de Comares por el este. El estudioso Arnold Felix ha señalado que el patio es como un «palacio en miniatura», con todos los elementos de un típico palacio patio nazarí condensados en un espacio más reducido.
El Cuarto Dorado pudo servir como sala de espera para los visitantes que iban a entrar en el Palacio de Comares. El pasadizo de entrada al patio pudo ser estrecho para facilitar a los guardias el control de las personas que accedían a este espacio. A finales del siglo XV, tras la conquista cristiana, el pórtico norte quedó parcialmente oculto por la adición de un gran arco de herradura delante de él, que fue desmontado en 1965. Asimismo, en algún momento posterior se añadieron una galería de madera en el piso superior y cámaras superiores, antes de ser desmanteladas a principios del siglo XX. Estas adiciones se hicieron para convertir este espacio en una residencia. Un conocido dibujo de J.F. Lewis de 1835 ilustra el estado del patio antes de que comenzaran las restauraciones modernas.
La pila y fuente de mármol del centro del patio es una réplica de una pila original nazarí que se encontró en el Patio de Lindaraja, trasladada allí desde su contexto original, y que ahora se conserva en el Museo de la Alhambra. El pórtico del lado norte consta de tres arcos, de los cuales el central es mayor que los otros dos. Los arcos están decorados con estuco tallado y se apoyan en esbeltas columnas de mármol, en gran parte originales. Los capiteles de las columnas tienen diseños más antiguos, similares a los del califato almohade, en lugar de los habituales diseños nazaríes. Una abertura enrejada en el muro este, junto al pórtico, da luz a un pasadizo subterráneo que utilizaban los guardias nazaríes para desplazarse por el palacio.
A la sala del Cuarto Dorado, situada detrás del pórtico, se accede a través de tres arcos decorados, de los cuales el central es mayor que los demás y está coronado por dos ventanas. La sala en sí es un espacio rectangular alargado cubierto por un techo abovedado de madera con motivos geométricos. En 1499, tras la conquista cristiana, este techo fue pintado y dorado con motivos ornamentales por Juan Caxto y Jorge Fernández, lo que dio a la sala su nombre actual. Los motivos dorados incluyen emblemas de los Reyes Católicos y otros motivos heráldicos. A lo largo de la pared posterior de la cámara había probablemente tres ventanas originalmente, pero después de la conquista cristiana las dos ventanas laterales fueron tapiadas (visibles ahora solo como nichos en la pared) y la ventana central se transformó en un pequeño balcón con bancos y una ventana de doble arco con vistas a la ciudad de abajo.

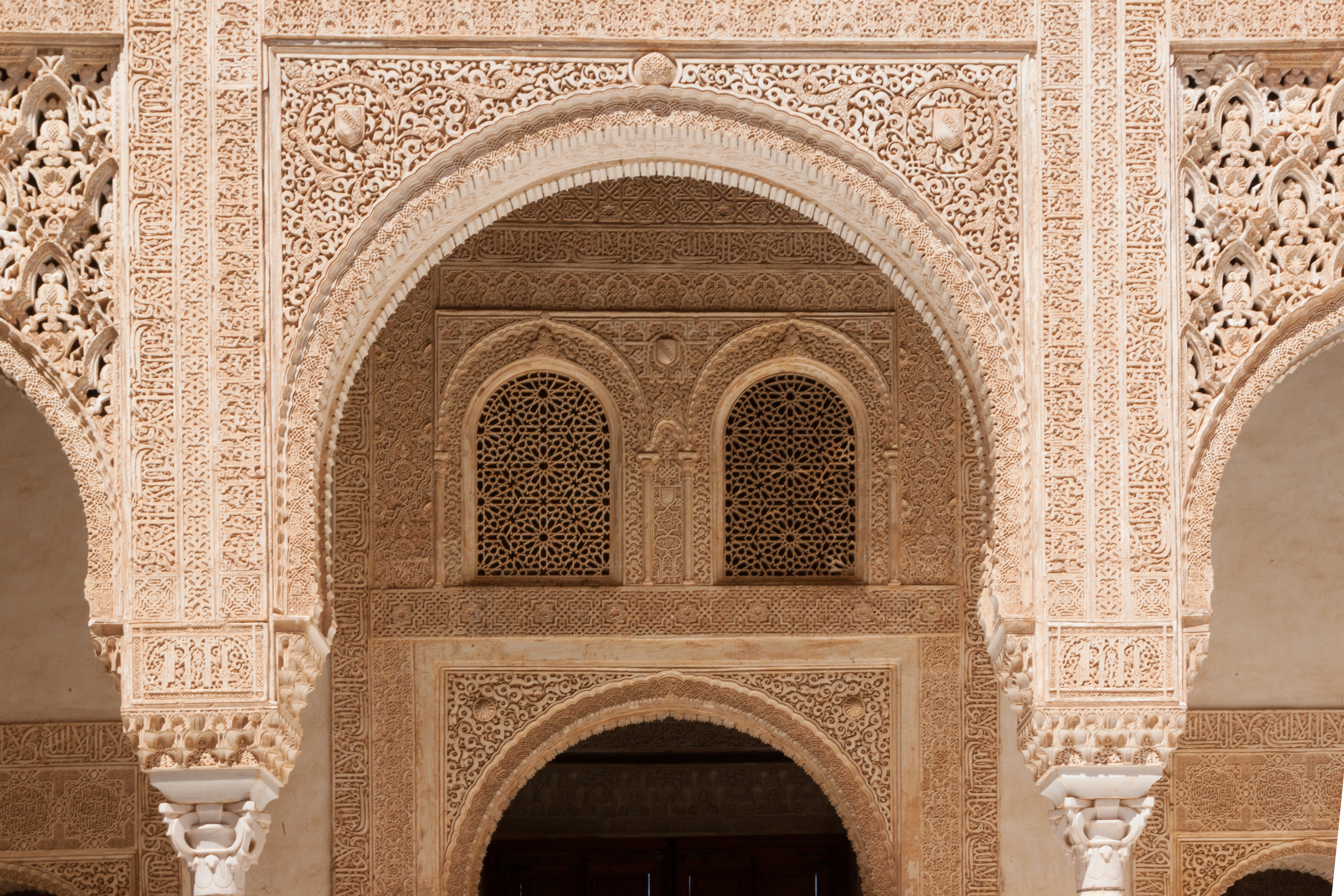
Capiteles de mármol y decoración de estuco del pórtico y los portales tras él.
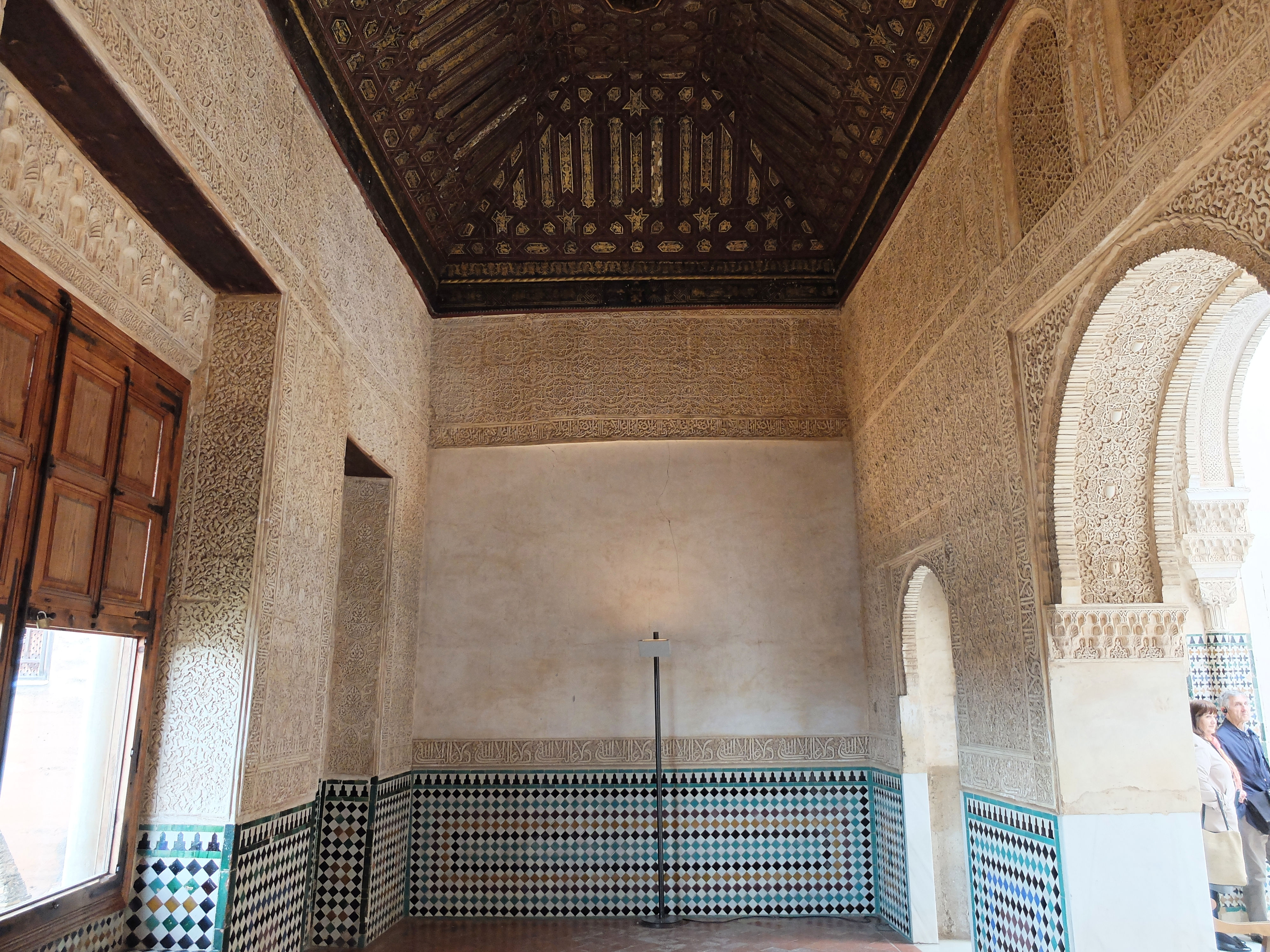
Interior del Cuarto Dorado.
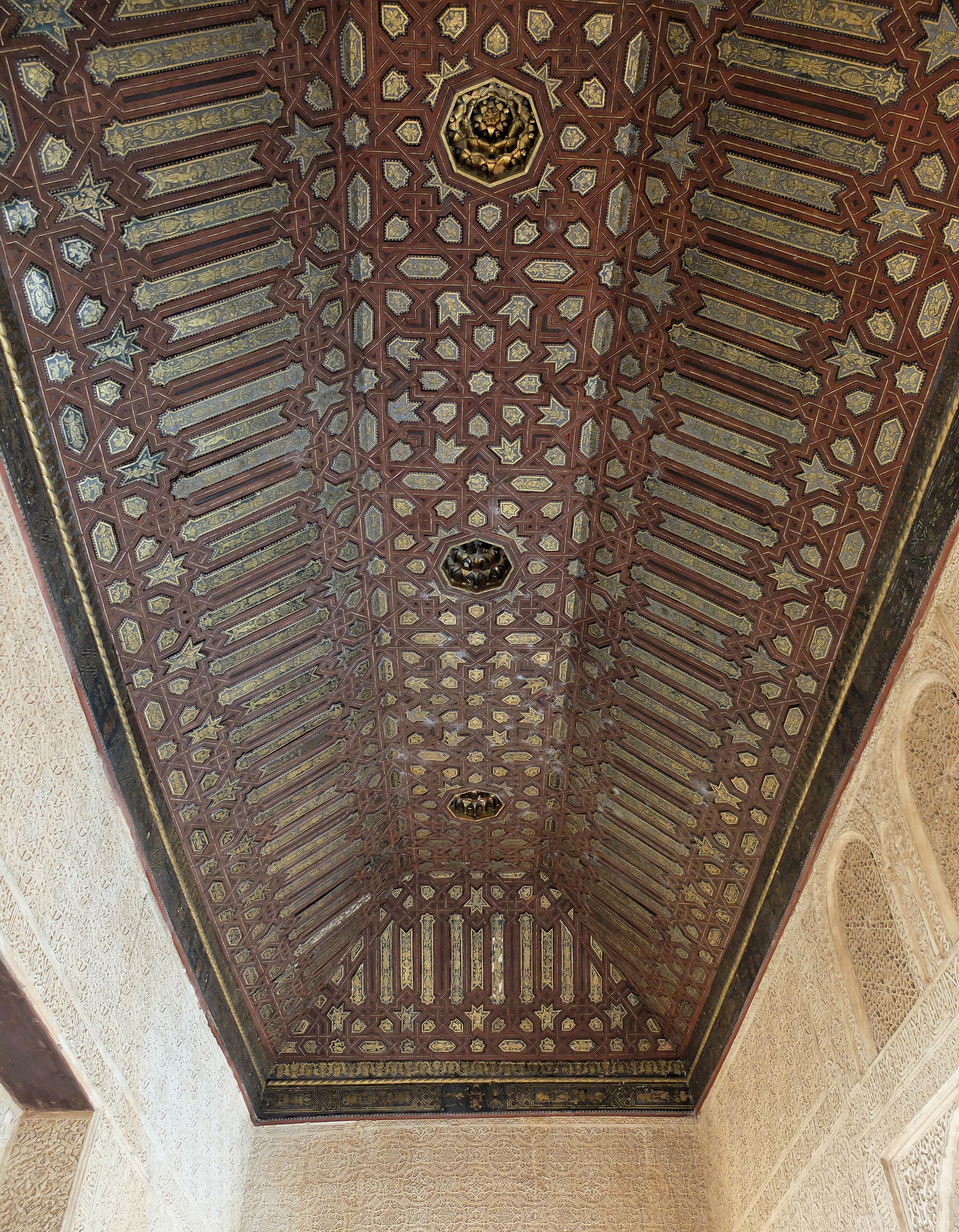
Techo del Cuarto Dorado.
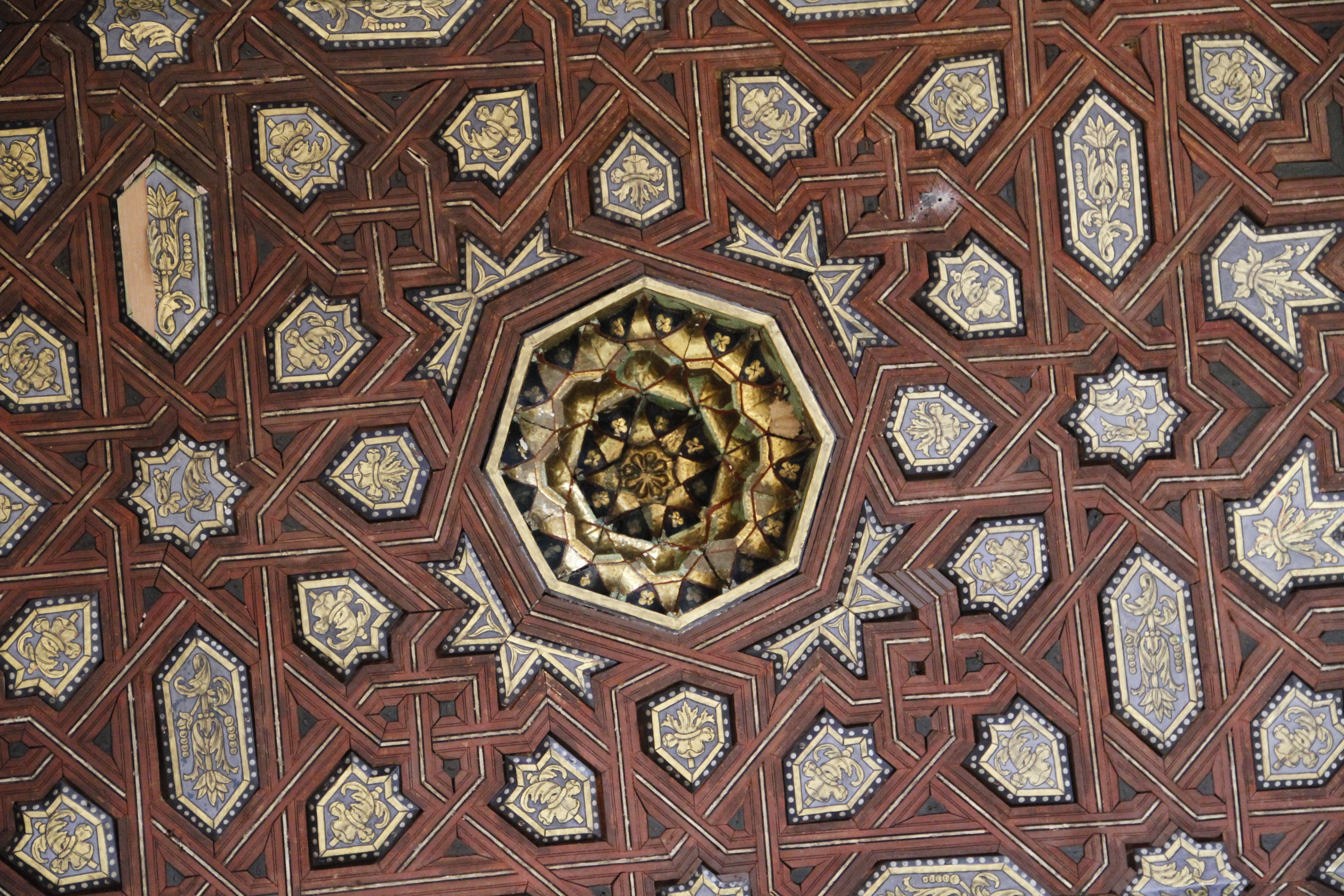
Detalle de los motivos geométricos y dorados del techo.
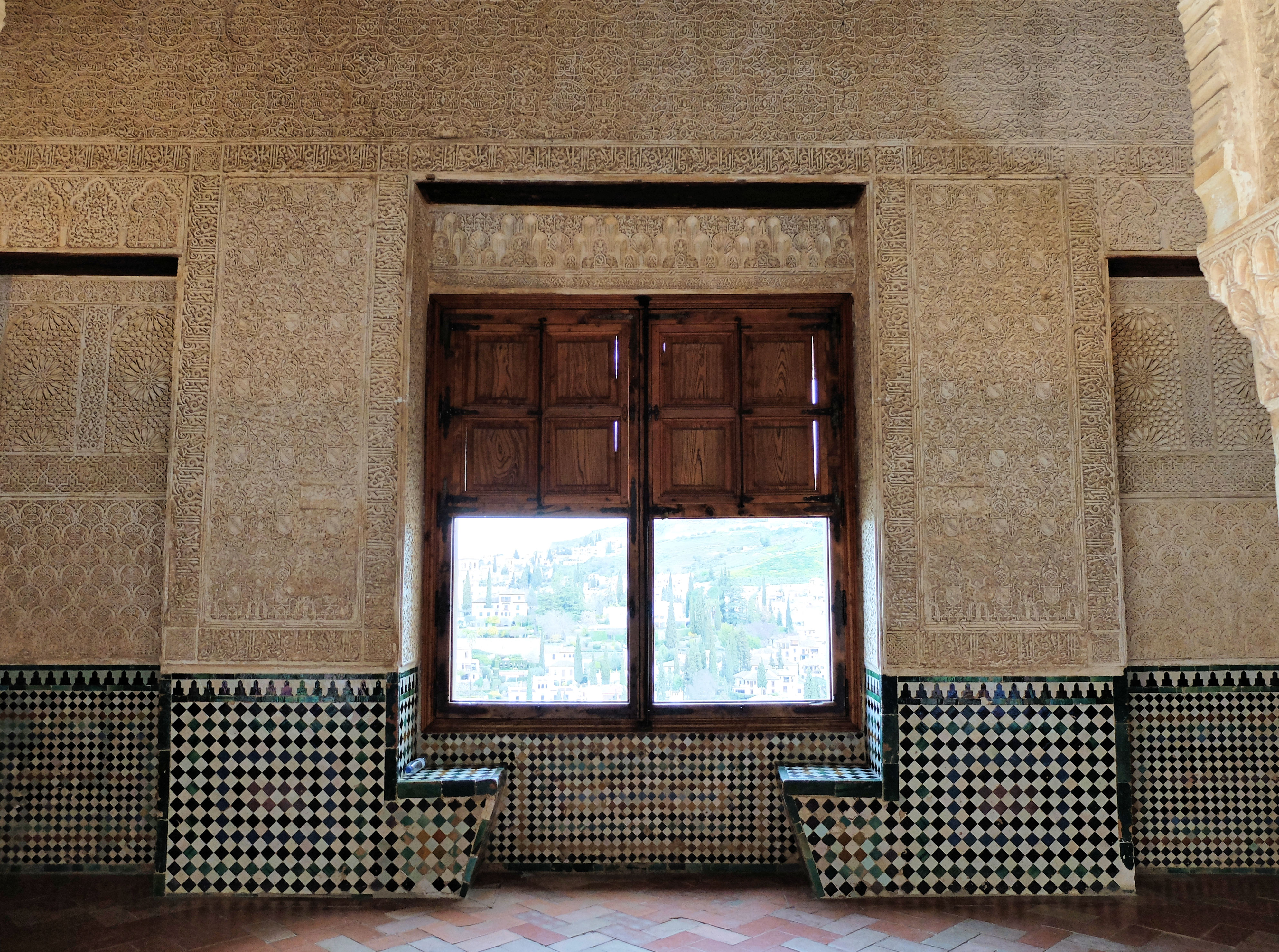
La ventana/balcón central de la cámara.

#### La fachada de Comares

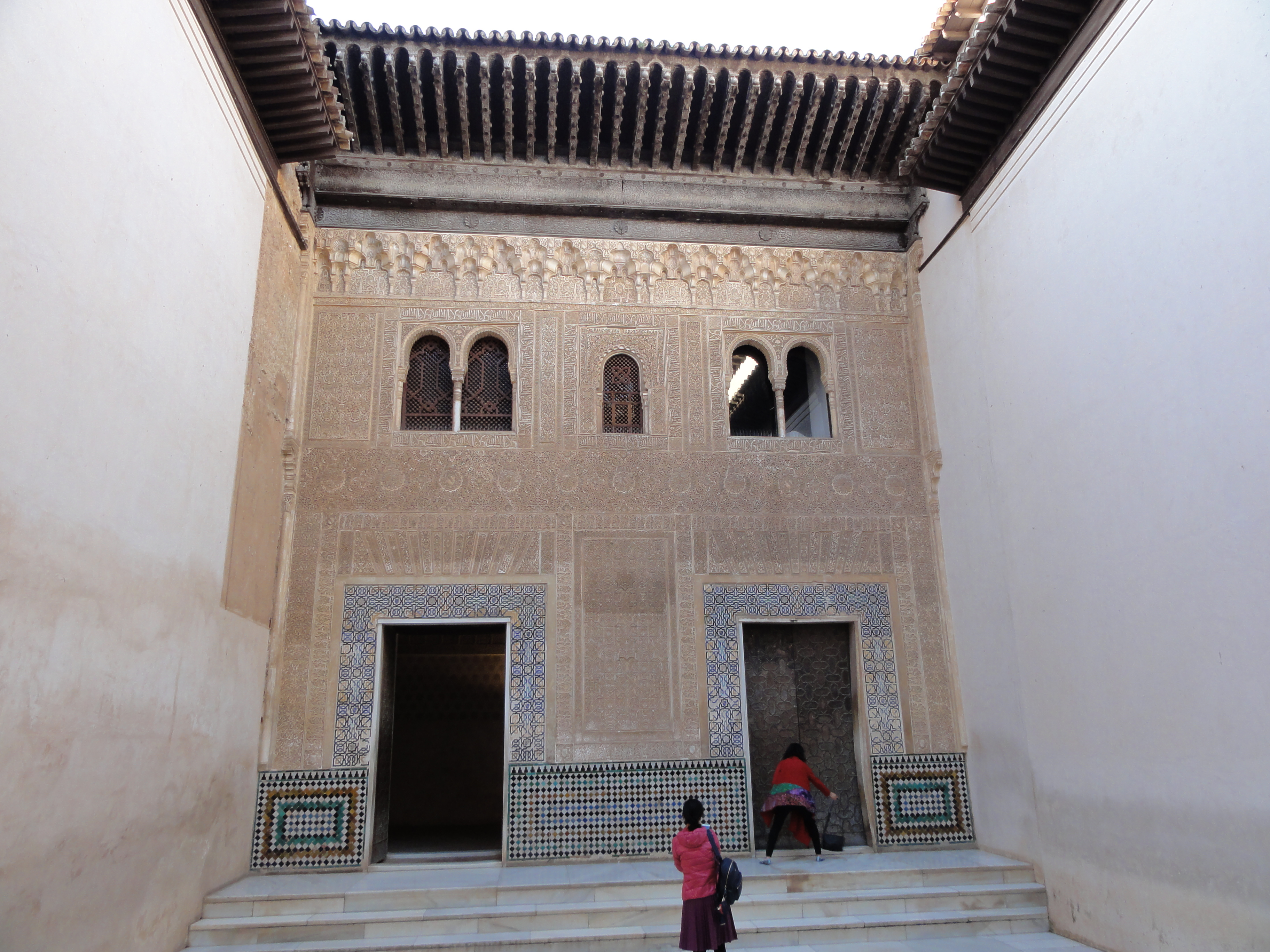
La fachada de Comares en el lado sur del Patio del Cuarto Dorado.

La monumental fachada sur del patio del Cuarto Dorado, ricamente decorada, se ha interpretado como la fachada del Palacio de Comares y se conoce como la Fachada de Comares o Fachada del Palacio de Comares.  Esta fachada data de la época de Muhammad V. Tiene dos puertas idénticas: la de la izquierda (oriental) conduce a través de un pasadizo serpenteante al Patio de los Arrayanes y la de la derecha a otras cámaras privadas, incluido el tesoro (mencionado anteriormente) conectado con el resto del Mexuar. La fachada es uno de los muros más decorados de la Alhambra, cubierto de decoración de estuco en la mayor parte de su superficie, a excepción de la decoración de azulejos a lo largo de las partes inferiores (algunos de los cuales provienen de restauraciones modernas). El estuco tallado incluye una inscripción árabe con un poema de Ibn Zamrak (m. 1393) y el Verso del Trono del Qur'an (2:255), lo que puede indicar que el sultán utilizaba a veces esta zona para celebrar audiencias u otras ceremonias. Encima de las puertas hay dos ventanas de doble arco y una ventana de un solo arco entre ellas. Encima hay una cornisa de mocárabes que precede a un amplio alero de madera que, a su vez, habría protegido el asiento del sultán en lo alto de la escalinata del patio.